# 1767
Portal Geschichte | Portal Biografien | Aktuelle Ereignisse | Jahreskalender | Tagesartikel

◄ |
17. Jahrhundert |
18. Jahrhundert
| 19. Jahrhundert | ►

◄ |
1730er |
1740er |
1750er |
1760er
| 1770er | 1780er | 1790er | ►

◄◄ |
◄ |
1763 |
1764 |
1765 |
1766 |
1767
| 1768 | 1769 | 1770 | 1771 | ► | ►►
Staatsoberhäupter  · Nekrolog · Kunstjahr · Literaturjahr · Musikjahr
| Januar | Januar | Januar | Januar | Januar | Januar | Januar | Januar |
| Kw     | Mo     | Di     | Mi     | Do     | Fr     | Sa     | So     |
| ------ | ------ | ------ | ------ | ------ | ------ | ------ | ------ |
| 1      |        |        |        | 1      | 2      | 3      | 4      |
| 2      | 5      | 6      | 7      | 8      | 9      | 10     | 11     |
| 3      | 12     | 13     | 14     | 15     | 16     | 17     | 18     |
| 4      | 19     | 20     | 21     | 22     | 23     | 24     | 25     |
| 5      | 26     | 27     | 28     | 29     | 30     | 31     |        |

| Februar | Februar | Februar | Februar | Februar | Februar | Februar | Februar |
| Kw      | Mo      | Di      | Mi      | Do      | Fr      | Sa      | So      |
| ------- | ------- | ------- | ------- | ------- | ------- | ------- | ------- |
| 5       |         |         |         |         |         |         | 1       |
| 6       | 2       | 3       | 4       | 5       | 6       | 7       | 8       |
| 7       | 9       | 10      | 11      | 12      | 13      | 14      | 15      |
| 8       | 16      | 17      | 18      | 19      | 20      | 21      | 22      |
| 9       | 23      | 24      | 25      | 26      | 27      | 28      |         |

| März | März | März | März | März | März | März | März |
| Kw   | Mo   | Di   | Mi   | Do   | Fr   | Sa   | So   |
| ---- | ---- | ---- | ---- | ---- | ---- | ---- | ---- |
| 9    |      |      |      |      |      |      | 1    |
| 10   | 2    | 3    | 4    | 5    | 6    | 7    | 8    |
| 11   | 9    | 10   | 11   | 12   | 13   | 14   | 15   |
| 12   | 16   | 17   | 18   | 19   | 20   | 21   | 22   |
| 13   | 23   | 24   | 25   | 26   | 27   | 28   | 29   |
| 14   | 30   | 31   |      |      |      |      |      |

| April | April | April | April | April | April | April | April |
| Kw    | Mo    | Di    | Mi    | Do    | Fr    | Sa    | So    |
| ----- | ----- | ----- | ----- | ----- | ----- | ----- | ----- |
| 14    |       |       | 1     | 2     | 3     | 4     | 5     |
| 15    | 6     | 7     | 8     | 9     | 10    | 11    | 12    |
| 16    | 13    | 14    | 15    | 16    | 17    | 18    | 19    |
| 17    | 20    | 21    | 22    | 23    | 24    | 25    | 26    |
| 18    | 27    | 28    | 29    | 30    |       |       |       |

| Mai | Mai | Mai | Mai | Mai | Mai | Mai | Mai |
| Kw  | Mo  | Di  | Mi  | Do  | Fr  | Sa  | So  |
| --- | --- | --- | --- | --- | --- | --- | --- |
| 18  |     |     |     |     | 1   | 2   | 3   |
| 19  | 4   | 5   | 6   | 7   | 8   | 9   | 10  |
| 20  | 11  | 12  | 13  | 14  | 15  | 16  | 17  |
| 21  | 18  | 19  | 20  | 21  | 22  | 23  | 24  |
| 22  | 25  | 26  | 27  | 28  | 29  | 30  | 31  |

| Juni | Juni | Juni | Juni | Juni | Juni | Juni | Juni |
| Kw   | Mo   | Di   | Mi   | Do   | Fr   | Sa   | So   |
| ---- | ---- | ---- | ---- | ---- | ---- | ---- | ---- |
| 23   | 1    | 2    | 3    | 4    | 5    | 6    | 7    |
| 24   | 8    | 9    | 10   | 11   | 12   | 13   | 14   |
| 25   | 15   | 16   | 17   | 18   | 19   | 20   | 21   |
| 26   | 22   | 23   | 24   | 25   | 26   | 27   | 28   |
| 27   | 29   | 30   |      |      |      |      |      |

| Juli | Juli | Juli | Juli | Juli | Juli | Juli | Juli |
| Kw   | Mo   | Di   | Mi   | Do   | Fr   | Sa   | So   |
| ---- | ---- | ---- | ---- | ---- | ---- | ---- | ---- |
| 27   |      |      | 1    | 2    | 3    | 4    | 5    |
| 28   | 6    | 7    | 8    | 9    | 10   | 11   | 12   |
| 29   | 13   | 14   | 15   | 16   | 17   | 18   | 19   |
| 30   | 20   | 21   | 22   | 23   | 24   | 25   | 26   |
| 31   | 27   | 28   | 29   | 30   | 31   |      |      |

| August | August | August | August | August | August | August | August |
| Kw     | Mo     | Di     | Mi     | Do     | Fr     | Sa     | So     |
| ------ | ------ | ------ | ------ | ------ | ------ | ------ | ------ |
| 31     |        |        |        |        |        | 1      | 2      |
| 32     | 3      | 4      | 5      | 6      | 7      | 8      | 9      |
| 33     | 10     | 11     | 12     | 13     | 14     | 15     | 16     |
| 34     | 17     | 18     | 19     | 20     | 21     | 22     | 23     |
| 35     | 24     | 25     | 26     | 27     | 28     | 29     | 30     |
| 36     | 31     |        |        |        |        |        |        |

| September | September | September | September | September | September | September | September |
| Kw        | Mo        | Di        | Mi        | Do        | Fr        | Sa        | So        |
| --------- | --------- | --------- | --------- | --------- | --------- | --------- | --------- |
| 36        |           | 1         | 2         | 3         | 4         | 5         | 6         |
| 37        | 7         | 8         | 9         | 10        | 11        | 12        | 13        |
| 38        | 14        | 15        | 16        | 17        | 18        | 19        | 20        |
| 39        | 21        | 22        | 23        | 24        | 25        | 26        | 27        |
| 40        | 28        | 29        | 30        |           |           |           |           |

| Oktober | Oktober | Oktober | Oktober | Oktober | Oktober | Oktober | Oktober |
| Kw      | Mo      | Di      | Mi      | Do      | Fr      | Sa      | So      |
| ------- | ------- | ------- | ------- | ------- | ------- | ------- | ------- |
| 40      |         |         |         | 1       | 2       | 3       | 4       |
| 41      | 5       | 6       | 7       | 8       | 9       | 10      | 11      |
| 42      | 12      | 13      | 14      | 15      | 16      | 17      | 18      |
| 43      | 19      | 20      | 21      | 22      | 23      | 24      | 25      |
| 44      | 26      | 27      | 28      | 29      | 30      | 31      |         |

| November | November | November | November | November | November | November | November |
| Kw       | Mo       | Di       | Mi       | Do       | Fr       | Sa       | So       |
| -------- | -------- | -------- | -------- | -------- | -------- | -------- | -------- |
| 44       |          |          |          |          |          |          | 1        |
| 45       | 2        | 3        | 4        | 5        | 6        | 7        | 8        |
| 46       | 9        | 10       | 11       | 12       | 13       | 14       | 15       |
| 47       | 16       | 17       | 18       | 19       | 20       | 21       | 22       |
| 48       | 23       | 24       | 25       | 26       | 27       | 28       | 29       |
| 49       | 30       |          |          |          |          |          |          |

| Dezember | Dezember | Dezember | Dezember | Dezember | Dezember | Dezember | Dezember |
| Kw       | Mo       | Di       | Mi       | Do       | Fr       | Sa       | So       |
| -------- | -------- | -------- | -------- | -------- | -------- | -------- | -------- |
| 49       |          | 1        | 2        | 3        | 4        | 5        | 6        |
| 50       | 7        | 8        | 9        | 10       | 11       | 12       | 13       |
| 51       | 14       | 15       | 16       | 17       | 18       | 19       | 20       |
| 52       | 21       | 22       | 23       | 24       | 25       | 26       | 27       |
| 53       | 28       | 29       | 30       | 31       |          |          |          |

| Januar | Januar | Januar | Januar | Januar | Januar | Januar | Januar |
| Kw     | Mo     | Di     | Mi     | Do     | Fr     | Sa     | So     |
| ------ | ------ | ------ | ------ | ------ | ------ | ------ | ------ |
| 1      |        |        |        | 1      | 2      | 3      | 4      |
| 2      | 5      | 6      | 7      | 8      | 9      | 10     | 11     |
| 3      | 12     | 13     | 14     | 15     | 16     | 17     | 18     |
| 4      | 19     | 20     | 21     | 22     | 23     | 24     | 25     |
| 5      | 26     | 27     | 28     | 29     | 30     | 31     |        |

| Februar | Februar | Februar | Februar | Februar | Februar | Februar | Februar |
| Kw      | Mo      | Di      | Mi      | Do      | Fr      | Sa      | So      |
| ------- | ------- | ------- | ------- | ------- | ------- | ------- | ------- |
| 5       |         |         |         |         |         |         | 1       |
| 6       | 2       | 3       | 4       | 5       | 6       | 7       | 8       |
| 7       | 9       | 10      | 11      | 12      | 13      | 14      | 15      |
| 8       | 16      | 17      | 18      | 19      | 20      | 21      | 22      |
| 9       | 23      | 24      | 25      | 26      | 27      | 28      |         |

| März | März | März | März | März | März | März | März |
| Kw   | Mo   | Di   | Mi   | Do   | Fr   | Sa   | So   |
| ---- | ---- | ---- | ---- | ---- | ---- | ---- | ---- |
| 9    |      |      |      |      |      |      | 1    |
| 10   | 2    | 3    | 4    | 5    | 6    | 7    | 8    |
| 11   | 9    | 10   | 11   | 12   | 13   | 14   | 15   |
| 12   | 16   | 17   | 18   | 19   | 20   | 21   | 22   |
| 13   | 23   | 24   | 25   | 26   | 27   | 28   | 29   |
| 14   | 30   | 31   |      |      |      |      |      |

| April | April | April | April | April | April | April | April |
| Kw    | Mo    | Di    | Mi    | Do    | Fr    | Sa    | So    |
| ----- | ----- | ----- | ----- | ----- | ----- | ----- | ----- |
| 14    |       |       | 1     | 2     | 3     | 4     | 5     |
| 15    | 6     | 7     | 8     | 9     | 10    | 11    | 12    |
| 16    | 13    | 14    | 15    | 16    | 17    | 18    | 19    |
| 17    | 20    | 21    | 22    | 23    | 24    | 25    | 26    |
| 18    | 27    | 28    | 29    | 30    |       |       |       |

| Mai | Mai | Mai | Mai | Mai | Mai | Mai | Mai |
| Kw  | Mo  | Di  | Mi  | Do  | Fr  | Sa  | So  |
| --- | --- | --- | --- | --- | --- | --- | --- |
| 18  |     |     |     |     | 1   | 2   | 3   |
| 19  | 4   | 5   | 6   | 7   | 8   | 9   | 10  |
| 20  | 11  | 12  | 13  | 14  | 15  | 16  | 17  |
| 21  | 18  | 19  | 20  | 21  | 22  | 23  | 24  |
| 22  | 25  | 26  | 27  | 28  | 29  | 30  | 31  |

| Juni | Juni | Juni | Juni | Juni | Juni | Juni | Juni |
| Kw   | Mo   | Di   | Mi   | Do   | Fr   | Sa   | So   |
| ---- | ---- | ---- | ---- | ---- | ---- | ---- | ---- |
| 23   | 1    | 2    | 3    | 4    | 5    | 6    | 7    |
| 24   | 8    | 9    | 10   | 11   | 12   | 13   | 14   |
| 25   | 15   | 16   | 17   | 18   | 19   | 20   | 21   |
| 26   | 22   | 23   | 24   | 25   | 26   | 27   | 28   |
| 27   | 29   | 30   |      |      |      |      |      |

| Juli | Juli | Juli | Juli | Juli | Juli | Juli | Juli |
| Kw   | Mo   | Di   | Mi   | Do   | Fr   | Sa   | So   |
| ---- | ---- | ---- | ---- | ---- | ---- | ---- | ---- |
| 27   |      |      | 1    | 2    | 3    | 4    | 5    |
| 28   | 6    | 7    | 8    | 9    | 10   | 11   | 12   |
| 29   | 13   | 14   | 15   | 16   | 17   | 18   | 19   |
| 30   | 20   | 21   | 22   | 23   | 24   | 25   | 26   |
| 31   | 27   | 28   | 29   | 30   | 31   |      |      |

| August | August | August | August | August | August | August | August |
| Kw     | Mo     | Di     | Mi     | Do     | Fr     | Sa     | So     |
| ------ | ------ | ------ | ------ | ------ | ------ | ------ | ------ |
| 31     |        |        |        |        |        | 1      | 2      |
| 32     | 3      | 4      | 5      | 6      | 7      | 8      | 9      |
| 33     | 10     | 11     | 12     | 13     | 14     | 15     | 16     |
| 34     | 17     | 18     | 19     | 20     | 21     | 22     | 23     |
| 35     | 24     | 25     | 26     | 27     | 28     | 29     | 30     |
| 36     | 31     |        |        |        |        |        |        |

| September | September | September | September | September | September | September | September |
| Kw        | Mo        | Di        | Mi        | Do        | Fr        | Sa        | So        |
| --------- | --------- | --------- | --------- | --------- | --------- | --------- | --------- |
| 36        |           | 1         | 2         | 3         | 4         | 5         | 6         |
| 37        | 7         | 8         | 9         | 10        | 11        | 12        | 13        |
| 38        | 14        | 15        | 16        | 17        | 18        | 19        | 20        |
| 39        | 21        | 22        | 23        | 24        | 25        | 26        | 27        |
| 40        | 28        | 29        | 30        |           |           |           |           |

| Oktober | Oktober | Oktober | Oktober | Oktober | Oktober | Oktober | Oktober |
| Kw      | Mo      | Di      | Mi      | Do      | Fr      | Sa      | So      |
| ------- | ------- | ------- | ------- | ------- | ------- | ------- | ------- |
| 40      |         |         |         | 1       | 2       | 3       | 4       |
| 41      | 5       | 6       | 7       | 8       | 9       | 10      | 11      |
| 42      | 12      | 13      | 14      | 15      | 16      | 17      | 18      |
| 43      | 19      | 20      | 21      | 22      | 23      | 24      | 25      |
| 44      | 26      | 27      | 28      | 29      | 30      | 31      |         |

| November | November | November | November | November | November | November | November |
| Kw       | Mo       | Di       | Mi       | Do       | Fr       | Sa       | So       |
| -------- | -------- | -------- | -------- | -------- | -------- | -------- | -------- |
| 44       |          |          |          |          |          |          | 1        |
| 45       | 2        | 3        | 4        | 5        | 6        | 7        | 8        |
| 46       | 9        | 10       | 11       | 12       | 13       | 14       | 15       |
| 47       | 16       | 17       | 18       | 19       | 20       | 21       | 22       |
| 48       | 23       | 24       | 25       | 26       | 27       | 28       | 29       |
| 49       | 30       |          |          |          |          |          |          |

| Dezember | Dezember | Dezember | Dezember | Dezember | Dezember | Dezember | Dezember |
| Kw       | Mo       | Di       | Mi       | Do       | Fr       | Sa       | So       |
| -------- | -------- | -------- | -------- | -------- | -------- | -------- | -------- |
| 49       |          | 1        | 2        | 3        | 4        | 5        | 6        |
| 50       | 7        | 8        | 9        | 10       | 11       | 12       | 13       |
| 51       | 14       | 15       | 16       | 17       | 18       | 19       | 20       |
| 52       | 21       | 22       | 23       | 24       | 25       | 26       | 27       |
| 53       | 28       | 29       | 30       | 31       |          |          |          |

## Ereignisse

### Politik und Weltgeschehen

#### Großbritannien und seine amerikanischen Kolonien
- 29. Juni: Das britische Parlament erlässt die von Finanzminister Charles Townshend eingebrachten sogenannten Townshend Acts, die den amerikanischen Kolonien Einfuhrzölle auferlegen. Bei den in den Gesetzen aufgeführten Waren handelt es sich um Artikel des täglichen Gebrauchs, zum Beispiel Tee, Glas, Blei, Farben, Lack, Papier und Leder. Die 13 Kolonien reagieren mit Boykottmaßnahmen gegen britische Waren. Zentrum der Boykottbewegung ist die Stadt Boston, wo Samuel Adams an der Spitze der antibritischen Agitation steht.
- 11. September: Frederick North, 2. Earl of Guilford, folgt dem am 4. September überraschend verstorbenen Charles Townshend als britischer Schatzkanzler.

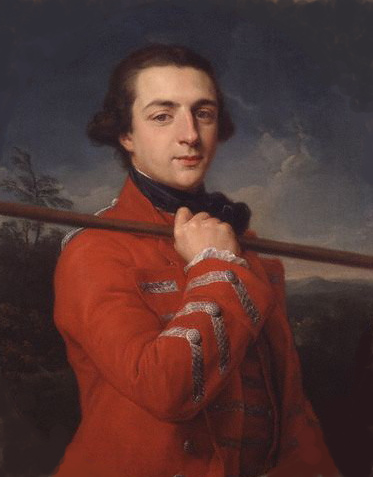
Augustus Henry Fitzroy, 3. Duke of Grafton

- Wegen der schweren Gichtanfälle von William Pitt wird Lord High Treasurer Augustus FitzRoy Ende des Jahres de facto Premierminister von Großbritannien.

#### Spanien und seine Kolonien
- 27. Februar: König Karl III. verbietet die Jesuiten und ordnet ihre Vertreibung aus Spanien an. Auslöser für das Jesuitenverbot ist der Madrider Hutaufstand des Vorjahres, für den gegen jede Beweislage der Orden verantwortlich gemacht wird. Am 2. April unterzeichnet Karl III. auch einen Erlass, der die Verbannung der Jesuiten aus den amerikanischen Besitzungen Spaniens verordnet. Dies bedeutete den Todesstoß für die paraguayischen Jesuitenreduktionen, deren Bewohner mit brutaler Gewalt vertrieben werden.

#### Mittel- und Osteuropa
- 23. Juni: In Polen-Litauen wird die Konföderation von Radom gegründet, um Reformen zu verhindern und die Goldene Freiheit zu verteidigen. Marschall der Konföderation ist Karol Stanisław Radziwiłł, tatsächlich ist jedoch der russische Botschafter in Polen, Nikolai Wassiljewitsch Repnin, die treibende Kraft hinter der Konföderation.
- Oktober: In Polen-Litauen tritt der Repnin-Sejm zusammen, dessen Inhalte vom russischen Diplomaten Nikolai Wassiljewitsch Repnin diktiert werden. Bereits am 13. Oktober sind die wichtigsten Vertreter der polnischen Opposition, unter ihnen Hetmann Wacław Rzewuski und Józef Andrzej Załuski, in Warschau verhaftet worden.

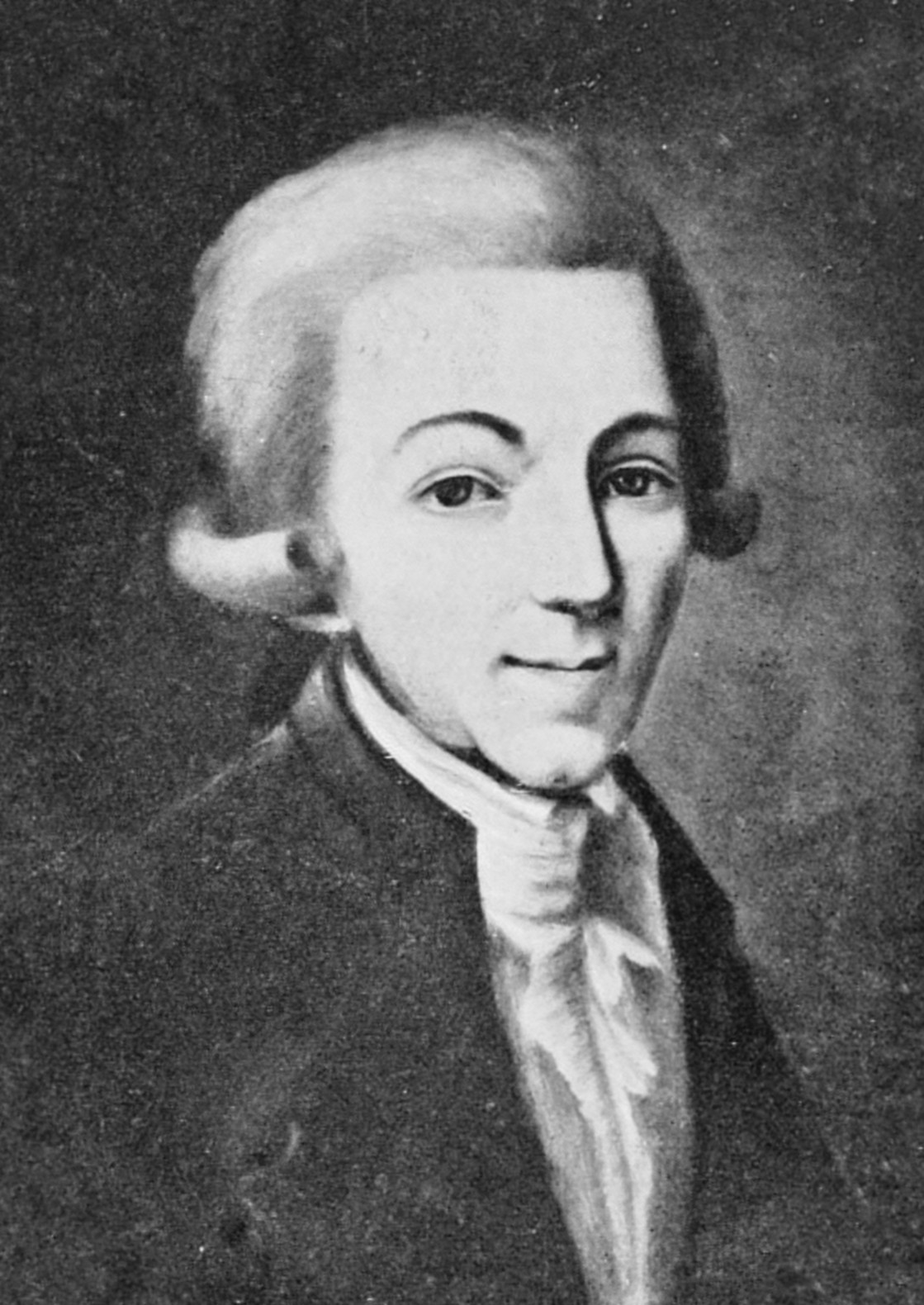
Élie-Salomon-François Reverdil

- 21. November: Auf Betreiben des Hofmarschalls Conrad Holck entlässt König Christian VII. den Justizrat Élie-Salomon-François Reverdil, womit die Ideen der Aufklärung und der Bauernbefreiung in Dänemark und Norwegen einen Rückschlag erleiden.

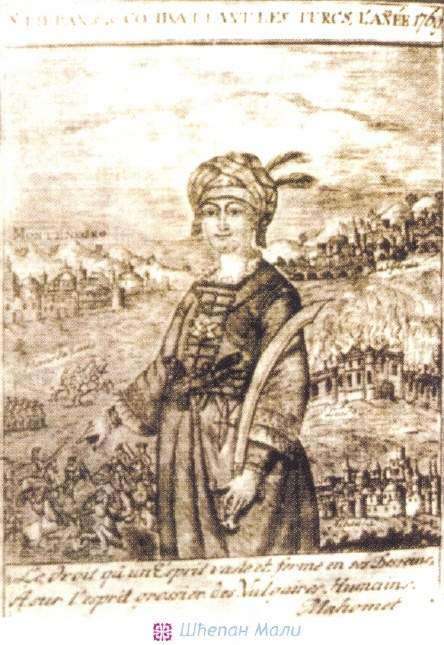
Darstellung des Šćepan Mali

- Šćepan Mali erhebt sich zum Regenten von Montenegro, indem er sich als russischer Zar Peter III. ausgibt, der nach der Palastrevolution von 1762 nach Montenegro entkommen wäre.
- Der aufgeklärt-absolutistische Markgraf Karl Friedrich von Baden schafft in seinem Herrschaftsbereich die Folter ab.

#### Entdeckungsfahrten

##### Louis Antoine de Bougainville
- 1. Februar: Die Fleute Étoile sticht von Rochefort aus in See, um die erste französische Weltumseglung unter Louis Antoine de Bougainville zu unterstützen, die im Dezember des Vorjahres begonnen hat. An Bord sind unter anderem der Botaniker und Arzt Philibert Commerçon mit seiner als Mann verkleideten Assistentin Jeanne Baret. Am 13. Juni trifft das Schiff bei Rio de Janeiro mit Bougainvilles Boudeuse zusammen.

##### Samuel Wallis/Philipp Carteret
- 11. April: Beim Austritt aus der Magellanstraße, wo die britische Expedition fast vier Monate aufgehalten worden ist, werden die Schiffe von Samuel Wallis und Philipp Carteret endgültig getrennt, obwohl sowohl Wallis’ HMS Dolphin als auch Carterets HMS Swallow einen nordwestlichen Kurs einschlagen.

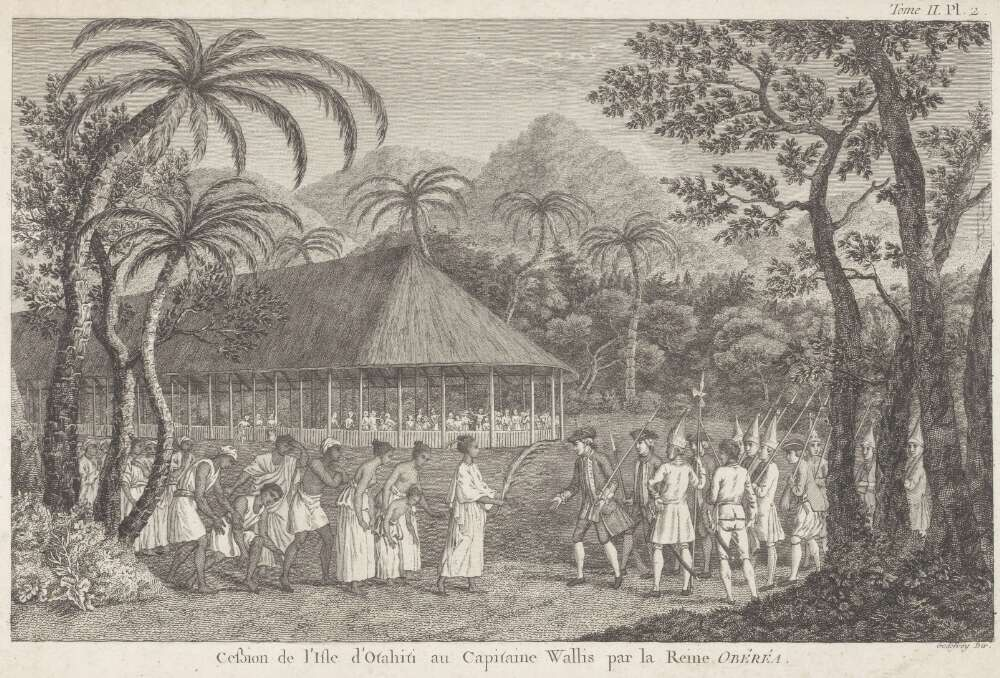
Samuel Wallis wird von der Königin von Otaheite empfangen

- 18. Juni: Samuel Wallis sichtet als erster Europäer die Insel Tahiti und tauft sie zu Ehren des britischen Königs King George Island. Drei Tage später geht er an Land und bleibt mit seiner Mannschaft fünf Wochen. Am 26. Juli tritt die Dolphin die Weiterreise an. Samuel Wallis gilt auch als Entdecker der Insel Pinaki, der Inseln Nukutavake, Vairaatea, Paraoa, Manuhangi und Nengonengo im Tuamotu-Archipel sowie von Mehetia, dem östlichsten Eiland der Gesellschaftsinseln. Auf der Rückfahrt über Batavia entdeckt Wallis noch die Inseln Howe, Tapuaemanu, Mopihaa und Fenua Ura.

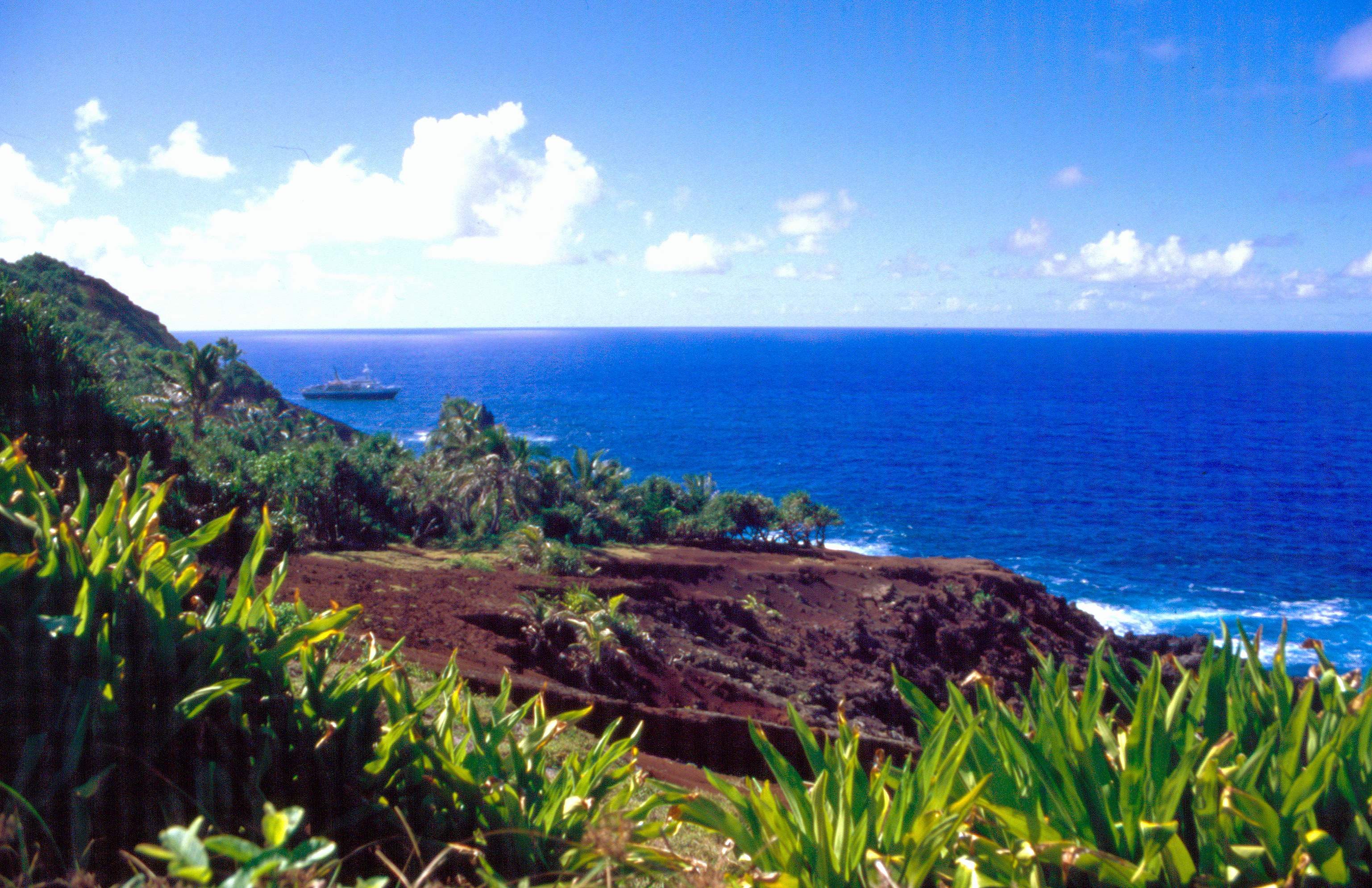
Pitcairn

- 2. Juli: Philipp Carteret erreicht eine Insel, die er nach dem Seekadetten Robert Pitcairn, einem Sohn von John Pitcairn, benennt, der die Insel zuerst gesichtet hat. An den folgenden Tagen sichtet man drei weitere, in Europa bislang unbekannte Inseln im Tuamotu-Archipel: das Mururoa-Atoll, Nukutepipi und Anuanuraro. Nach langer Fahrt mit zahlreichen Entbehrungen gelangt die Swallow zu den Santa-Cruz-Inseln, die Carteret Königin-Charlotte-Inseln nennt. Von hier aus steuert er weiter nach Nordwesten und entdeckt am 29. August den St.-Georgs-Kanal im heutigen Bismarck-Archipel, der Neubritannien und Neuirland voneinander trennt. Carteret erkennt die Landmassen erstmals als zwei eigenständige Inseln.
- 28. Oktober: Philipp Carteret entdeckt die Admiralitätsinseln wieder, die holländischen Seefahrern schon bekannt waren. Nun steuert er durch die Molukken hindurch, kartiert trotz seines nur eingeschränkt seetüchtigen und leckenden Schiffes die gesamte Westküste von Celebes und kommt am 15. Dezember nach Mangkassar.

#### Afrika
- Mwambutsa Syarushambo Butama wird Nachfolger von Mutaga III. Senyamwiza als König von Burundi.

#### Siamesisch-Birmanischer Krieg

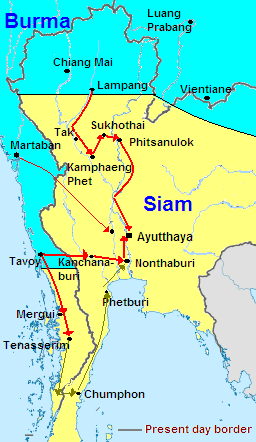
Der Verlauf des Krieges seit 1765

- 7. April: Der birmanische Herrscher Hsinbyushin aus der Konbaung-Dynastie erobert nach mehr als einjähriger Belagerung Ayutthaya, die Hauptstadt des gleichnamigen Königreiches der Thai, und zerstört die Stadt fast vollständig. Der siamesische König Ekathat kommt ebenso wie sein designierter Nachfolger auf der Flucht ums Leben. Die mehr als 400 Jahre dauernde Ayutthaya-Periode ist damit zu Ende.
- Der chinesischstämmige Gouverneur und Heerführer Taksin hat bereits im Januar gegen die siamesische Militärführung revoltiert und das Schlachtfeld verlassen, wobei er den Belagerungsring der Birmanen durchbrochen hat und mit seiner Einheit nach Südosten nach Chon Buri und weiter nach Rayong gezogen ist. Dort hält er eine Versammlung ab, auf der er sich angesichts der aufgelösten Staatsordnung in Ayutthaya zum Oberhaupt (chao) aus eigenem Recht ausrufen lässt und feudale Titel an örtliche Dorfoberhäupter vergibt. Im Juni erobert Taksins Armee die Provinz Chanthaburi, die sich nach dem Fall Ayutthayas selbstständig gemacht hat. Dadurch kontrolliert er die gesamte Ostküste mit mehreren kleineren Häfen und dazugehörigen Schiffen.
- Oktober: Taksin stößt mit seiner Armee nach Westen, in die birmanisch besetzte zentralthailändische Ebene vor. Er nimmt die Festung Thonburi ein und lässt den birmanisch eingesetzten Kommandanten hinrichten. Die Nachricht davon alarmiert die birmanischen Besatzungstruppen bei Ayutthaya, deren Hauptarmee aber bereits nach Birma zurückgekehrt ist. Den gegen ihn entsandten Truppen tritt Taksin entgegen, gewinnt die ersten kleineren Gefechte und überrennt schließlich die birmanische Garnison. Die dieser unterstellten siamesischen Truppen laufen dabei möglicherweise zu Taksin über. Taksin lässt Ayutthaya aber nicht wiederaufbauen, sondern erwählt die kleine Festungsstadt Thonburi am westlichen Ufer des Mae Nam Chao Phraya zur neuen Hauptstadt.

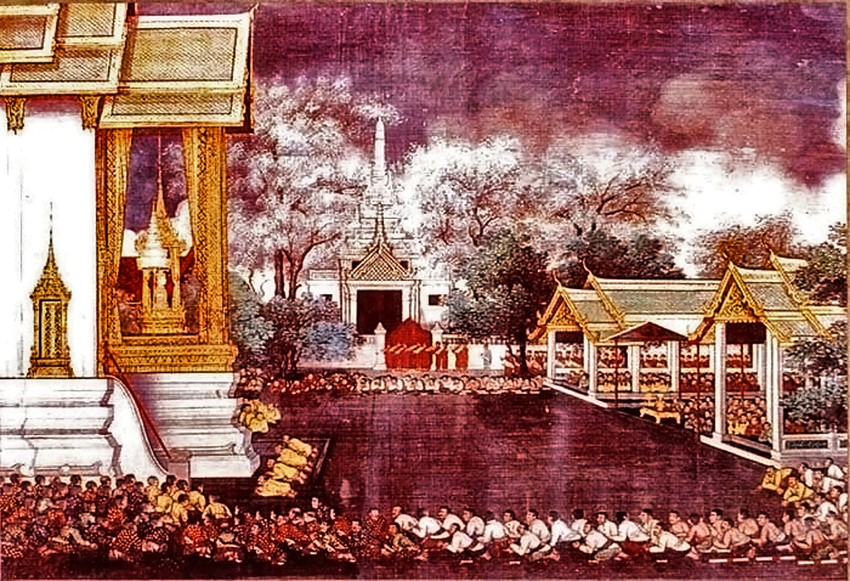
Zeitgenössische Darstellung der Thronbesteigung Taksins

- 28. Dezember: Taksin lässt sich zum König des neugegründeten Königreichs Thonburi krönen.

#### Erster Mysore-Krieg in Indien

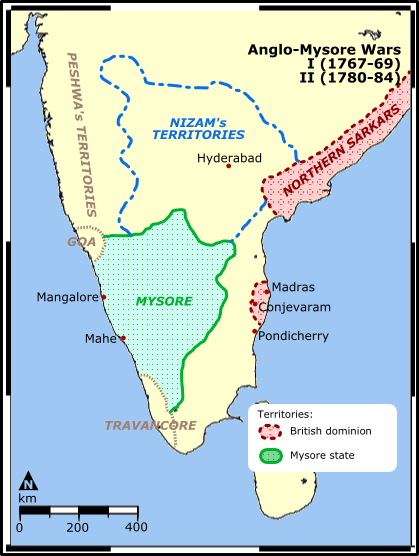
Südindien 1767

- Januar: Der Erste Mysore-Krieg zwischen der Britischen Ostindien-Kompanie und dem Königreich Mysore unter Hyder Ali beginnt mit dem Einmarsch des Marathenreichs ins nördliche Mysore. Die Marathen stoßen bis zum Fluss Tungabhadra vor, bevor Hyder Ali um Waffenstillstand bitten kann. Gegen die Zahlung einer großen Summe ziehen sie sich hinter den Fluss Kistna zurück. Zeitgleich dringt nun aber eine Armee des Nizam von Hyderabad nach Mysore vor. Dank der Unterstützung der zwei britischen Einheiten unter Colonel Joseph Smith ist diese Invasion ausgesprochen erfolgreich.
- Im Mai kommt es zu Friedensverhandlungen zwischen Mysore und Hyderabad, Hyder Ali und der Nizam von Hyderabad verbünden sich nun gegen die Briten und greifen gemeinsam den Kompanieaußenposten in Changama an. Hyder kann Kaveripattinam erobern, aber am 26. September wird er in der Schlacht bei Tiruvannamalai wieder zurückgeworfen. Die bevorstehende Regenzeit treibt Hyder zur Eile an. Er überrennt einige weitere Außenposten und belagert im November Ambur, bis im Dezember britische Verstärkungen eintreffen und die Belagerung aufgehoben werden muss.

### Wirtschaft
- 6. April: In Pforzheim wird der Grundstein für die deutsche Schmuck- und Uhrenindustrie gelegt. Markgraf Karl Friedrich von Baden erlaubt dem Franzosen Jean Francois Autran, eine Taschenuhrenfabrik im Waisenhaus zu eröffnen. Die Erweiterung zu einer Schmuck- und Stahlwarenfabrik erfolgt noch im gleichen Jahr. Im Waisenhaus wird überdies eine „Zeichenschule“ eröffnet, die der jungen örtlichen Schmuck- und Uhrenindustrie qualifizierte Nachwuchskräfte zur Verfügung stellen soll. Die Goldstadt bildet bis heute das Zentrum der deutschen Schmuckindustrie.
- 3. Juli: In Trondheim wird die erste Tageszeitung in Norwegen herausgegeben, die heutige Adresseavisen.
- Die Königliche Dänische Ackerakademie muss nach vier Jahren Tätigkeit wieder schließen.
- Die Chemische Fabrik Gebrüder Gravenhorst stellt erstmals Braunschweigisches Grün in großer Menge und Reinheit her.

### Wissenschaft und Technik

#### Geodäsie und Kartografie

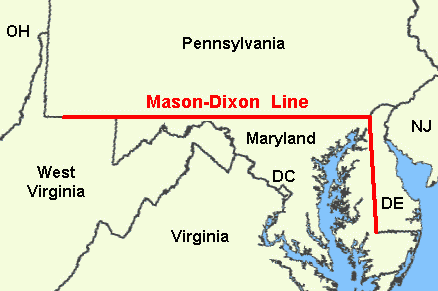
Die ursprüngliche Mason-Dixon-Linie

- Der Astronom Charles Mason und der Geometer Jeremiah Dixon vollenden nach vierjähriger Tätigkeit die Vermessung der Grenze zwischen den Kolonien Pennsylvania und Maryland. Die Mason-Dixon-Linie ist noch heute die Grenze zwischen den beiden Staaten.
- Die Britische Ostindien-Kompanie gründet den Survey of India.

#### Naturwissenschaften
- Der erste Nautical Almanac des britischen Royal Greenwich Observatory erscheint.
- Der Benediktinermönch Placidus Fixlmillner beginnt im oberösterreichischen Stift Kremsmünster mit regelmäßigen Wetteraufzeichnungen, die er in einer Wetterchronik festhält.
- Der norwegische Zoologe Peter Ascanius veröffentlicht den ersten von fünf bebilderten Bänden seines Hauptwerks Icones rerum naturalium.

#### Technische Errungenschaften
- 23. Februar: Der Regensburger Theologe Jacob Christian Schäffer entwickelt einen Vorläufer der Waschmaschine, die Rührflügelmaschine, die er in seiner Schrift Die bequeme und höchst vortheilhafte Waschmaschine als Fortschritt preist.

### Kultur

#### Theater
- 29. Januar: Das Drama Eugénie von Pierre Augustin Caron de Beaumarchais hat seine Uraufführung an der Comédie-Française in Paris. Vorlage für das Stück ist die Geschichte von Graf Belflor und Leonor de Cespedes aus Le diable boiteux (Der hinkende Teufel) von Alain-René Lesage, eine 1707 erschienene Adaption des Romans El diablo cojuelo von Luis Vélez de Guevara.
- 26. September: Voltaires ursprünglich nicht für die Bühne geschriebene Tragikomödie Charlot wird im privaten Theater des Autors unter seiner Leitung uraufgeführt.

Zweite Auflage von Minna von Barnhelm, 1770

Gotthold Ephraim Lessing geht für drei Jahre als Dramaturg und Berater an das Hamburger Nationaltheater. Während seiner dortigen Tätigkeit macht er unter anderem Bekanntschaft mit Friedrich Ludwig Schröder, Carl Philipp Emanuel Bach, Johann Melchior Goeze, Johann Friedrich Löwen und den Familien Reimarus und König. Dabei lernt er auch seine spätere Frau Eva König kennen. Am Nationaltheater, dessen Hauptunterstützer Abel Seyler ist, wird am 30. September Lessings Lustspiel Minna von Barnhelm uraufgeführt. Die Uraufführung, der ein kurzfristiges Aufführungsverbot und ein Streit mit der Berliner Zensurbehörde vorausgeht, hat einen außerordentlichen Erfolg, und das Stück wird daraufhin im deutschsprachigen Raum an allen wichtigen Bühnen gespielt.

#### Musiktheater
- 14. Februar: Die von Voltaire bevorzugte Vertonung seines Librettos Pandore wird am Théâtre des Menus-Plaisirs uraufgeführt. Eine weitere Aufführung folgt im privaten Theater Voltaires in Ferney.
- 12. März: Wolfgang Amadeus Mozarts erstes Bühnenwerk, das Singspiel Die Schuldigkeit des ersten Gebots wird im Rittersaal der Salzburger Residenz uraufgeführt. Das Libretto stammt von Ignatz Anton von Weiser. Der zweite Teil, der von Michael Haydn stammt, wird am 19. März, der dritte Teil von Anton Cajetan Adlgasser am 26. März uraufgeführt. Mozarts im Auftrag des Salzburger Fürstbischofs Sigismundus Christoph von Schrattenbach entstandenes Werk steht stilistisch dem Oratorium näher als der Oper, die Partitur des Elfjährigen weist weitreichende Hilfen des Vaters Leopold Mozart auf.
- 26. April: Am Burgtheater in Wien erfolgt die Uraufführung der Oper L’amore artigiano (Handwerkerliebe) von Florian Leopold Gassmann, die bald in ganz Europa aufgeführt wird.
- 13. Mai: Die Uraufführung von Mozarts Apollo et Hyacinthus erfolgt in der Aula der Universität Salzburg.

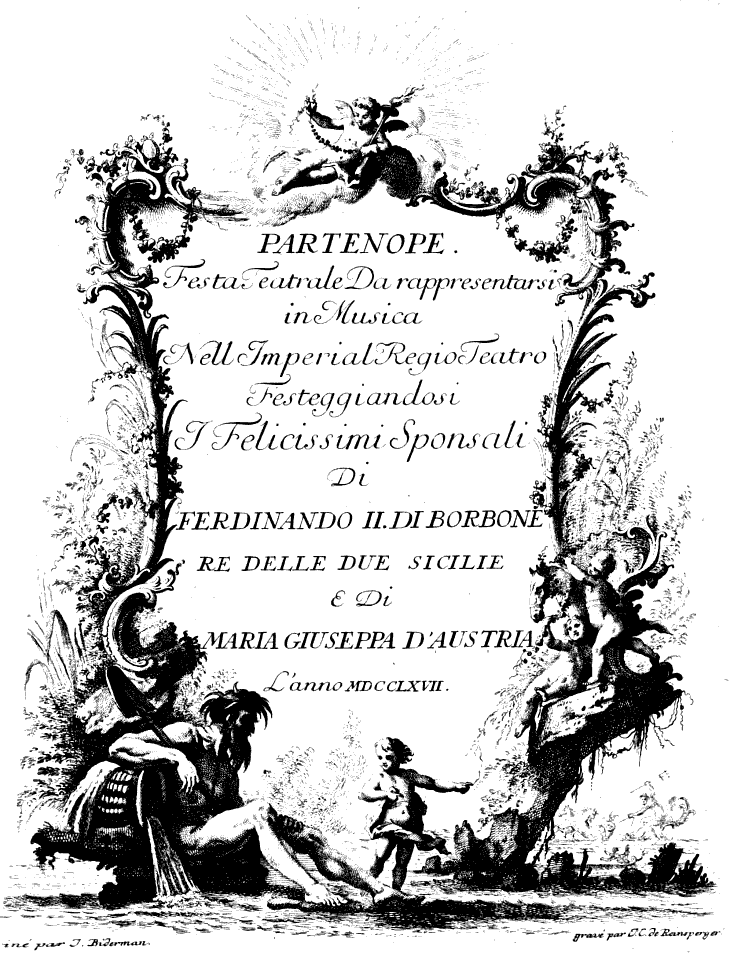
Titelblatt des Librettos von Partenope, Wien 1767

- 9. September: Partenope, ein Libretto zu einer festa teatrale in zwei Akten von Pietro Metastasio wird in der Vertonung von Johann Adolph Hasse anlässlich der Verlobung König Ferdinands IV. von Neapel mit Erzherzogin Maria Josepha von Österreich in Wien erstmals aufgeführt.
- 26. Dezember: Die Oper Alceste von Christoph Willibald Gluck auf ein Libretto von Ranieri de’ Calzabigi hat in Wien in italienischer Sprache ihre Uraufführung.

#### Sonstiges
- Die Patriotische Gesellschaft von 1765 gründet die spätere Hochschule für bildende Künste Hamburg als Kunstgewerbeschule.

### Gesellschaft

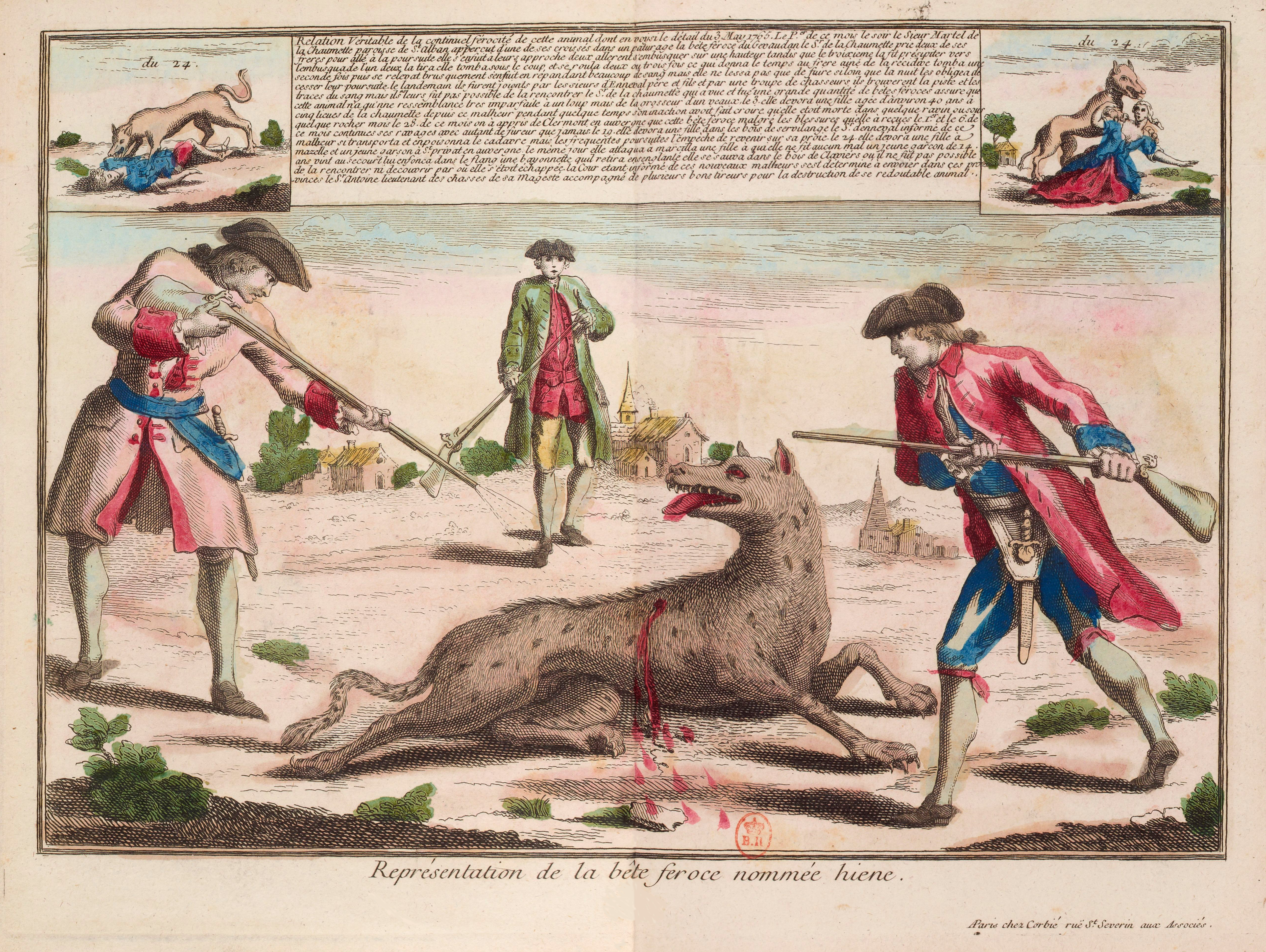
Jagd dreier Brüder der Familie La Chaumette am 1. Mai 1765, bei der die Bestie des Gévaudan verletzt entkam; zeitgenössische Darstellung

Am 19. Juni erlegt der Gastwirt und Tagelöhner Jean Chastel im Wald von Teynazére in den Bergen der Margeride ein männliches Raubtier, dessen Beschreibung bis heute Rätsel aufgibt. Am 26. Juni wird außerdem eine Wölfin erlegt, die offenbar am 19. Juni gemeinsam mit dem von Chastel getöteten Tier unterwegs gewesen ist. Nach der Verfassung eines Berichts durch den königlichen Notar Maître Roch Etienne Marin wird das nur unzureichend konservierte Tier einer Legende zufolge auf Befehl des französischen Königs vergraben. Da im Anschluss keine Angriffe im Gévaudan mehr stattfinden, wird das Wesen mit der Bestie des Gévaudan identifiziert, die seit 1764 rund 100 Opfer gefordert hat.
- 25. Juli: Fürst Leopold III. Friedrich Franz von Anhalt-Dessau heiratet in Charlottenburg auf Vermittlung Friedrichs II. Prinzessin Luise von Brandenburg-Schwedt aus dem Hause Hohenzollern.

## Historische Karten und Ansichten

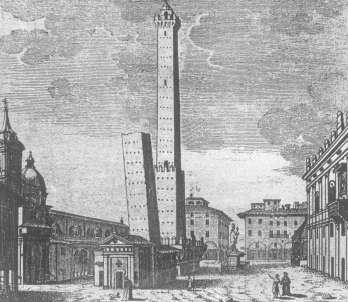
Die Geschlechtertürme in Bologna 1767
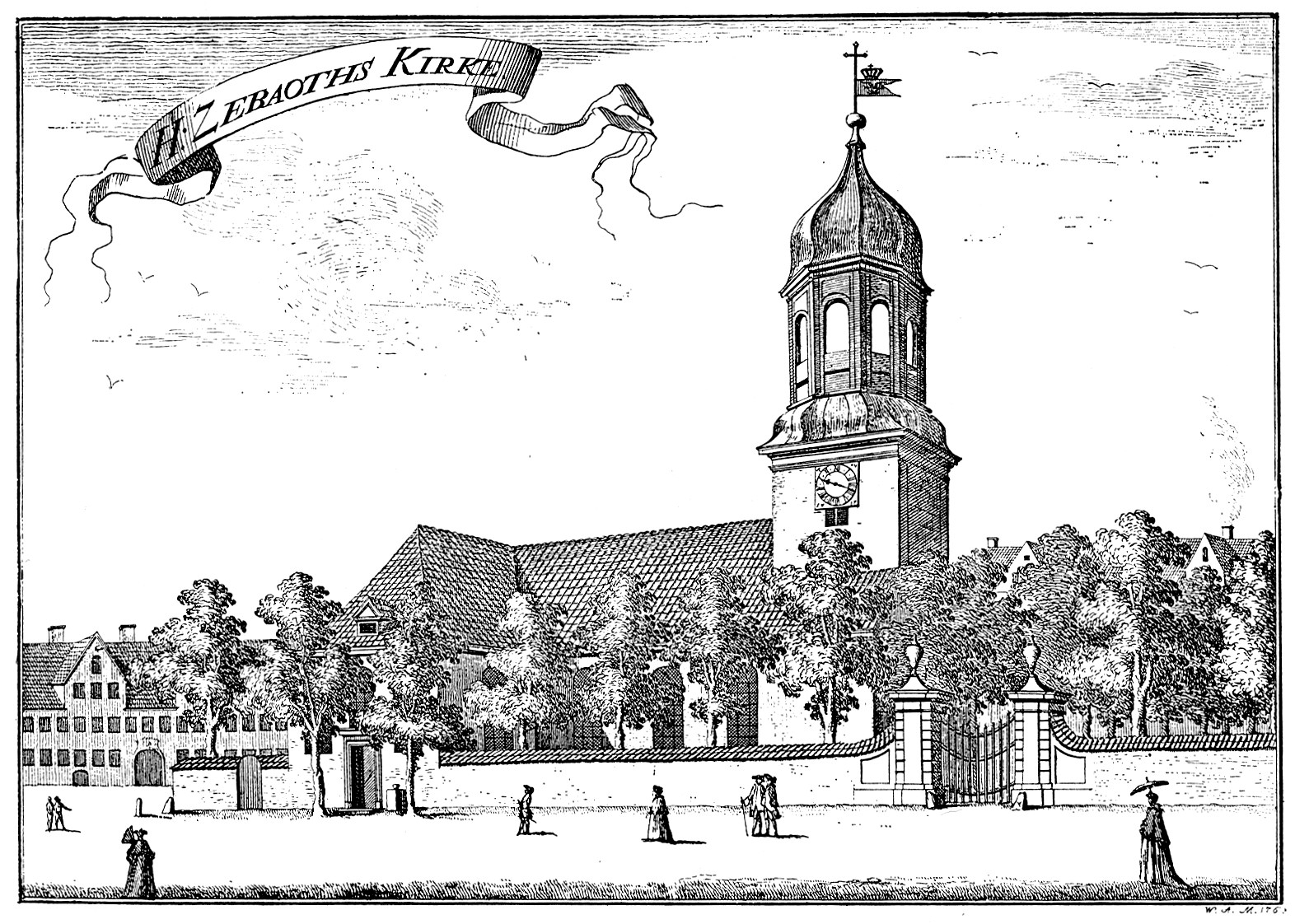
Kopenhagen, Garnisonskirche 1767
Karte von Westflorida 1767

## Geboren

### Erstes Quartal

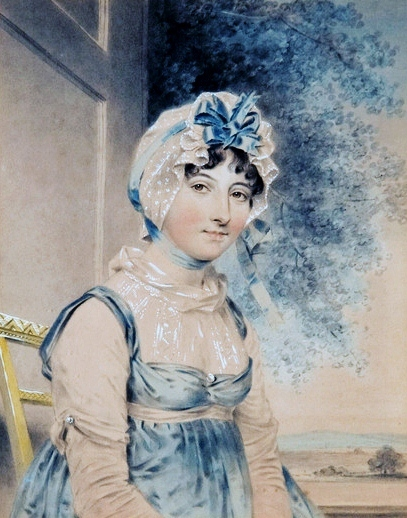
Maria Edgeworth

- 01. Januar: Maria Edgeworth, britische Schriftstellerin († 1849)
- 05. Januar: Anne-Louis Girodet-Trioson, französischer Maler († 1824)
- 05. Januar: Jean-Baptiste Say, französischer Ökonom und Geschäftsmann († 1832)
- 06. Januar (getauft): Gaspar Smit, spanischer Komponist und Organist († 1819)
- 13. Januar: Samuel Friedrich Lüthardt, Schweizer Politiker und Jurist († 1823)
- 14. Januar: Friedrich Jonas Beschort, hessischer Sänger und Schauspieler aus der Schröderschen und Ifflandschen Schule († 1846)
- 14. Januar: Johann Heinrich August von Duncker, deutscher Optiker und Industrieller († 1843)
- 14. Januar: Maria Theresia von Österreich, Königin von Sachsen († 1827)
- 22. Januar: Johann Friedrich Pierer, deutscher Mediziner und Lexikograf († 1832)
- 23. Januar: Jean Lambert Tallien, französischer Revolutionär († 1820)
- 29. Januar: Joseph von Thoma, deutscher Forstbeamter († 1849)
- 30. Januar: Ulrich Jasper Seetzen, deutscher Arzt, Wissenschaftler, Naturforscher, Reisender und Orientalist († 1811)
- 02. Februar: Heinrich Friedrich Link, deutscher Botaniker († 1851)
- 06. Februar: Saul Ascher, deutscher Schriftsteller, Übersetzer und Buchhändler († 1822)
- 10. Februar: Amalie Beer, deutsch-jüdische Salonnière in Berlin und Mutter des Komponisten Giacomo Meyerbeer († 1854)
- 22. Februar: Joseph Maria Christen, Schweizer Bildhauer († 1838)
- 26. Februar: Joseph Anderwert, Schweizer Politiker im Thurgau († 1841)
- 03. März: Carl Wilhelm von Oppel, sächsischer Bergrat, Obersteuereinnehmer und Direktor der Porzellanmanufaktur Meißen († 1833)
- 04. März: Alexander Bran, deutscher Journalist, Schriftsteller und Verleger († 1831)
- 05. März: Francisco Javier de Elío, spanischer Offizier, Gouverneur von Montevideo und letzter Vizekönig des Río de la Plata († 1822)
- 10. März: Johann Stieglitz, deutscher Arzt und Autor († 1840)
- 11. März: Johann Gottlieb Süßkind, Bankier und Großgrundbesitzer, reichster Mann Schwabens seit dem Dreißigjährigen Krieg († 1849)

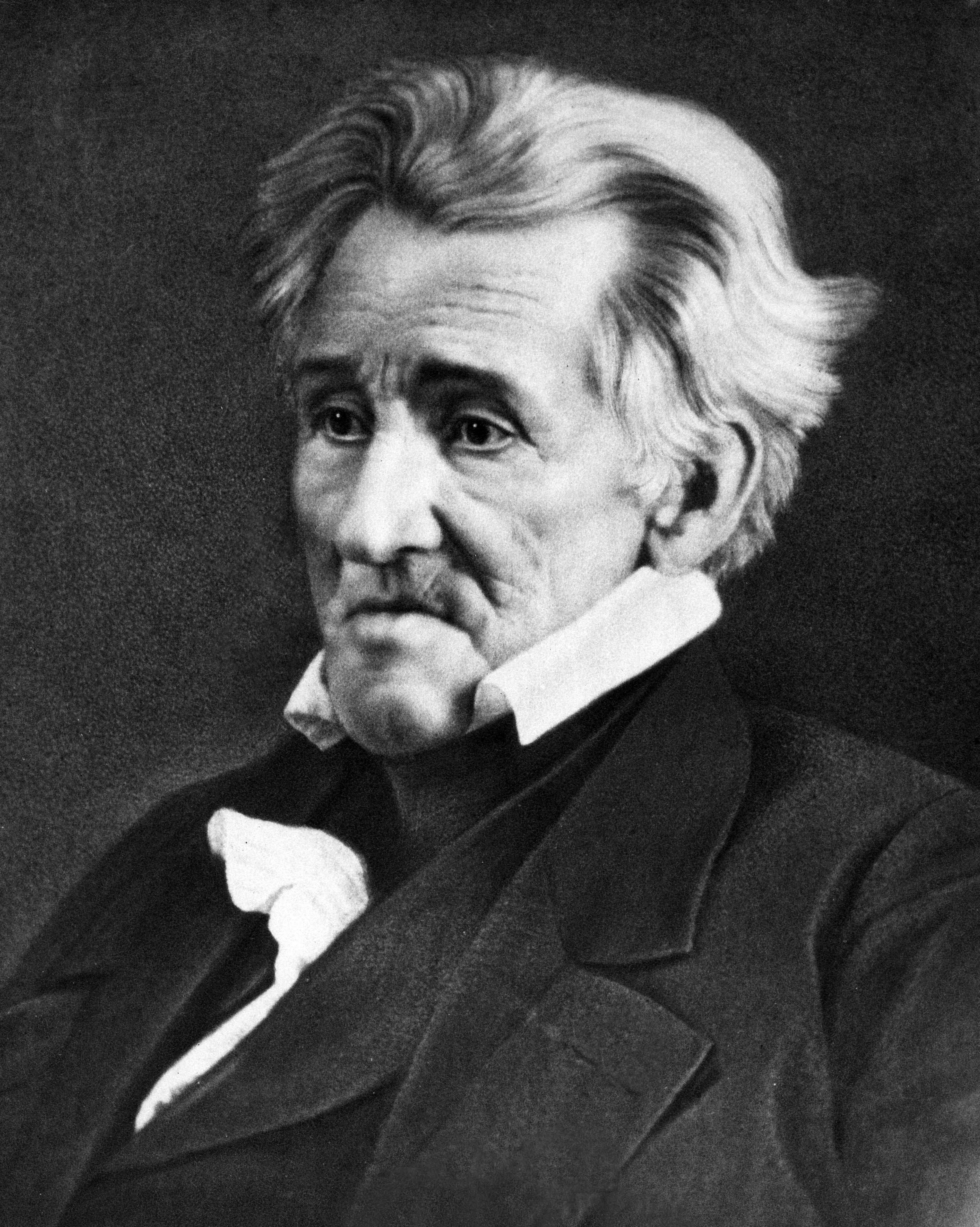
Andrew Jackson

- 15. März: Andrew Jackson, US-amerikanischer Politiker und Präsident der Vereinigten Staaten († 1845)
- 18. März: Georg Karl Wilhelm Philipp von Donop, deutscher Beamter und Historiker († 1845)
- 19. März: Leonhard von Call, Südtiroler Komponist († 1815)
- 19. März: François Régis de La Bourdonnaye, französischer Minister († 1839)
- 22. März: Nicolai Hinrichsen Angel, deutscher Instrumenten- und Orgelbauer († 1842)
- 25. März: Joachim Murat, französischer Offizier, König von Neapel und Marschall von Frankreich († 1815)

### Zweites Quartal
- 01. April: Domingo Badía y Leblich, spanischer Forschungsreisender und Politiker († 1818)
- 01. April: Renatus Gotthelf Löbel, sächsischer Jurist, Lexikograf und Privatgelehrter († 1799)
- 06. April: Alexandre-Vincent Pineux Duval, französischer Architekt, Schriftsteller und Theaterdirektor († 1842)
- 07. April: Michael Schuster, böhmischer Jurist und Hochschullehrer († 1834)
- 11. April: Jean-Baptiste Isabey, französischer Maler († 1855)
- 15. April: Johann Friedrich Ludwig Wachler, deutscher Lehrer, Literaturhistoriker, Bibliothekar und Hochschullehrer († 1838)
- 16. April: Karl Julius Weber, deutscher Schriftsteller und Satiriker († 1832)
- 18. April: Elisha Mathewson, US-amerikanischer Politiker († 1853)
- 19. April: Martin von Hochmeister, Bürgermeister von Hermannstadt († 1837)
- 21. April: Elisabeth von Württemberg, erste Gemahlin des späteren Kaisers Franz II. († 1790)
- 24. April: Jacques-Laurent Agasse, Schweizer Maler († 1849)
- 25. April: Charles Nicolas Oudinot, Marschall von Frankreich († 1847)
- 25. April: Christoph Wilhelm Heinrich Sethe, deutscher Jurist († 1855)
- 27. April: Andreas Romberg, deutscher Violinist, Dirigent und Komponist († 1821)
- 29. April: Franz von Minucci, bayerischer Generalmajor († 1812)
- 29. April: Caleb Rodney, US-amerikanischer Politiker, Gouverneur von Delaware († 1840)
- 29. April: Carl Philipp von Wrede, bayerischer Militär und Feldmarschall († 1838)
- 30. April: Jean Pierre Frédéric Ancillon, preußischer Staatsmann, Philosoph und Erzieher des späteren Königs Friedrich Wilhelm IV. von Preußen († 1837)
- 02. Mai: Jean Baptist Duhamel, französischer Professor für Bergbau († 1847)
- 02. Mai: Jean-Antoine Verdier, französischer General († 1839)
- 07. Mai: Friederike von Preußen, Herzogin von York und Albany († 1820)
- 12. Mai: Manuel de Godoy, spanischer Politiker († 1851)

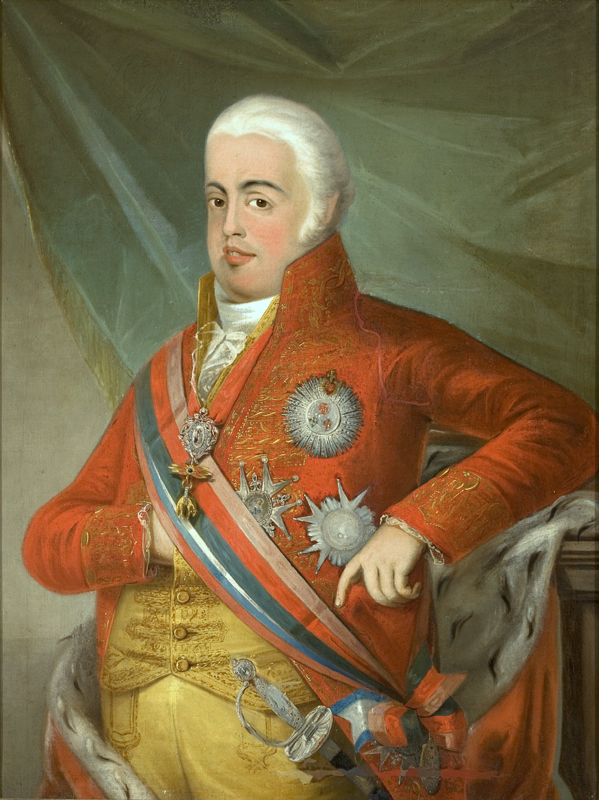
König Johann VI. von Portugal und Brasilien

- 13. Mai: Johann VI., König von Portugal und Brasilien († 1826)
- 18. Mai: Joseph Franz Appel, österreichischer Numismatiker († 1834)
- 19. Mai: George Prevost, britischer General und Generalgouverneur und Oberbefehlshaber in Kanada († 1816)
- 24. Mai: Ferdinand Fränzl, deutscher Geiger, Komponist und Musikdirektor († 1833)
- 24. Mai: Joseph Ignaz Schnabel, schlesischer Komponist und Domkapellmeister zu Breslau († 1831)
- 31. Mai: Edward Pease, britischer Geschäftsmann († 1858)
- 02. Juni: Nikolaus Friedrich von Thouret, deutscher Maler und Architekt († 1845)
- 08. Juni: Johann Georg Arnold Oelrichs, deutscher evangelischer Theologe und Philosoph († 1791)
- 12. Juni: Alexius Friedrich Christian, Fürst bzw. Herzog von Anhalt-Bernburg († 1834)
- 14. Juni: James Lanman, US-amerikanischer Politiker († 1841)
- 15. Juni: Rachel Donelson, Ehefrau des späteren US-Präsidenten Andrew Jackson († 1828)
- 18. Juni: Karl Christian Ferdinand Chop, deutscher Beamter († 1840)
- 19. Juni: Joseph François Michaud, französischer Historiker († 1839)
- 22. Juni: Wilhelm von Humboldt, deutscher Philosoph und Staatsmann († 1835)
- 26. Juni: Katharina Kainz, deutsche Sängerin († 1836)
- 27. Juni: Alexis Bouvard, französischer Astronom († 1843)
- 30. Juni: Friedrich Wilhelm Karl von Aderkas, deutscher Offizier und Professor († 1843)

### Drittes Quartal
- 02. Juli: August Immanuel Cunitz, deutscher Mediziner († 1826)
- 04. Juli: Kyokutei Bakin, japanischer Schriftsteller († 1848)
- 06. Juli: Friedrich Karl Ludwig von und zu Guttenberg, deutscher Gutsbesitzer und Polizeipräsident († 1822)
- 08. Juli: Pawel Tschitschagow, russischer Admiral († 1849)
- 10. Juli: Mathieu de Montmorency-Laval, französischer General, Diplomat und Minister († 1826)

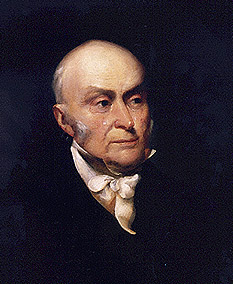
John Quincy Adams

- 11. Juli: John Quincy Adams, Präsident der Vereinigten Staaten von Amerika († 1848)
- 13. Juli: Friedrich Adolf Krummacher, deutscher reformierter protestantischer Theologe († 1845)
- 13. Juli: Josef Speckbacher, Tiroler Freiheitskämpfer († 1820)
- 14. Juli: Joseph François Durutte, französischer Graf und General († 1827)
- 30. Juli: Julie Candeille, französische Komponistin, Musikerin, Dramatikerin und Schauspielerin († 1834)
- 08. August: John Fabyan Parrott, US-amerikanischer Politiker († 1836)
- 08. August: Friedrich Christian Gottlieb Perlet, deutscher Pädagoge und Philologe († 1828)
- 09. August: Ludwig Friedrich II., Fürst von Schwarzburg-Rudolstadt († 1807)
- 12. August: August Ferdinand Ludwig Dörffurt, sächsischer Apotheker und Bürgermeister von Wittenberg († 1825)
- 12. August: Friederike Leisching, deutsche Malerin und Zeichnerin († 1846)
- 14. August: Christine Englerth, preußische Unternehmerin († 1838)
- 15. August: Peter Mayr, Tiroler Freiheitskämpfer († 1810)
- 16. August: Reinhold Bernhard Jachmann, deutscher Theologe und Pädagoge († 1843)
- 18. August: Christian Friedrich Franke, deutscher evangelischer Theologe († 1794)
- 20. August: Johann Adolf Engels, deutscher Unternehmer († 1828)
- 24. August: Hans Conrad Escher von der Linth, Schweizer Wissenschaftler, Bauingenieur, Maler, Kartograf und Politiker († 1823)

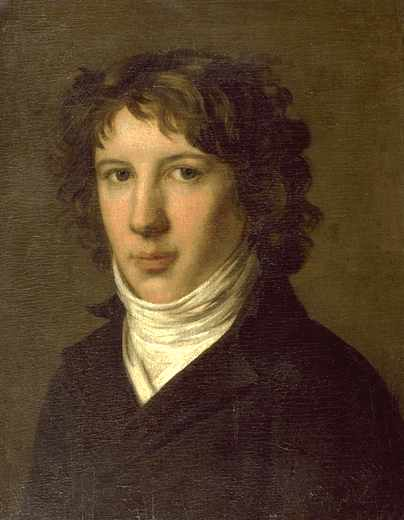
Antoine de Saint-Just, 1793

- 25. August: Louis Antoine de Saint-Just, französischer Revolutionär († 1794)
- 04. September: José Gregorio Argomedo Montero, chilenischer Anwalt und Politiker († 1830)
- 05. September: August Wilhelm Schlegel, deutscher Literaturhistoriker und -kritiker, Übersetzer, Alt-Philologe und Indologe († 1845)
- 12. September: Johann Reiner Stupp, deutscher Jurist und Professor an der Universität Bonn († 1825)
- 14. September: Johann Kaspar Gensler, deutscher Rechtswissenschaftler († 1821)
- 17. September: Henri Montan Berton, französischer Komponist († 1844)
- 22. September: José Maurício Nunes Garcia, brasilianischer Komponist († 1830)
- 23. September: Louis Joseph de Vichery, französischer General († 1841)
- 27. September: Isaac Halstead Williamson, US-amerikanischer Politiker, Gouverneur des Bundesstaates New Jersey († 1844)
- 28. September: Cayetano Valdés, spanischer Marineoffizier, Politiker und Regent († 1835)

### Viertes Quartal
- 01. Oktober: Félix Lepeletier, französischer Politiker († 1837)
- 03. Oktober: Jean Joseph Paul Augustin Dessoles, französischer Marquis und General († 1828)
- 04. Oktober: Christian Adolf von Seckendorff, deutscher dramatischer Dichter und kameralistischer Schriftsteller († 1833)
- 06. Oktober: Henri Christophe, Präsident und König von Haiti († 1820)
- 07. Oktober: Jean-Pierre Doumerc, französischer General († 1847)
- 07. Oktober: Heinrich Ludwig von Hünecken, deutscher Offizier und Beamter († 1829)
- 09. Oktober: Theodor Gottfried Nicolai Angelo, deutsch-dänischer Kupferstecher und Lehrer († 1816)
- 14. Oktober: Nicolas Théodore de Saussure, Schweizer Naturforscher († 1845)
- 16. Oktober: Amandus Augustus Abendroth, hamburgischer Senator und Bürgermeister († 1842)
- 24. Oktober: Jacques Laffitte, französischer Bankier und Politiker († 1844)
- 25. Oktober: Benjamin Constant, Schweizer frankophoner Schriftsteller, Politiker und Staatstheoretiker († 1830)
- 26. Oktober: Maximilian von Paumgartten, österreichischer Feldmarschallleutnant († 1827)

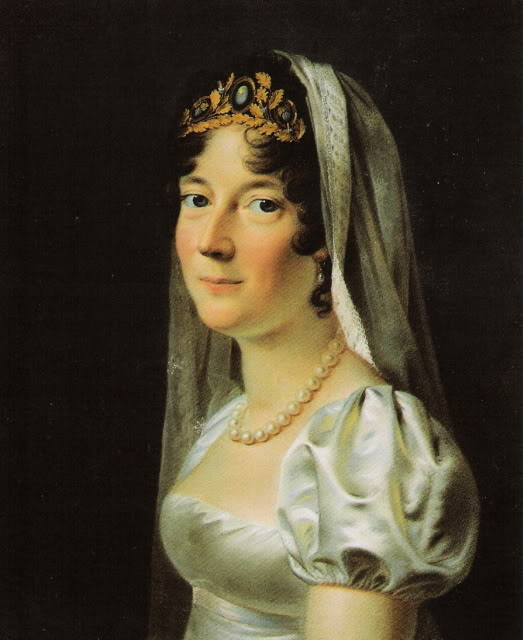
Marie von Hessen-Kassel

- 28. Oktober: Marie von Hessen-Kassel, Königin von Dänemark († 1852)
- 01. November: Friedrich Christian Boock, dänischer Jurist und Gutsbesitzer († 1829)
- 02. November: Edward Augustus, Duke of Kent and Strathearn, englischer Adeliger, Sohn von König Georg III. von England († 1820)
- 02. November: Viktor II. Karl Friedrich, Fürst von Anhalt-Bernburg-Schaumburg-Hoym († 1812)
- 07. November: Christian Gottlieb Konopack, deutscher Rechtswissenschaftler († 1841)
- 07. November: Johann Christian Jakob Schneider, deutscher Mediziner († 1837)
- 11./12. November: Bernhard Heinrich Romberg, deutscher Cellist und Komponist († 1841)
- 14. November: Maria Alberti, deutsche Malerin und Gründungsoberin der Clemensschwestern († 1812)
- 17. November: Christoph Wilhelm Zuckermandel, deutscher Schneider und Mathematiker († 1839)
- 22. November: Andreas Hofer, Tiroler Wirt und Freiheitskämpfer († 1810)
- 27. November: Friedrich von Hartmann, deutscher Arzt und Naturforscher († 1851)
- 29. November: Daniel Runge, Hamburger Kaufmann und Reeder sowie Lyriker und Redakteur († 1856)
- 30. November: Elisabeth zu Fürstenberg, deutsche Adelige, Vertreterin der mediatisierten deutschen Reichsstände († 1822)
- 04. Dezember: John Adams, britischer Seefahrer und Meuterer auf der Bounty († 1829)
- 07. Dezember: Andreas Metz, deutscher Geistlicher, Philosoph, Mathematiker und Professor († 1839)
- 13. Dezember: August Eberhard Müller, deutscher Komponist, Organist und Thomaskantor († 1817)
- 21. Dezember: Christian Jakob Salice-Contessa, schlesischer Großkaufmann, Kommunalpolitiker und Schriftsteller († 1825)

### Genaues Geburtsdatum unbekannt
- Anuvong, König von Vientiane († 1829)
- Konstantin Ghilian Karl Freiherr d’Aspre von Hoobreuck, österreichischer Feldmarschallleutnant und Theresienritter († 1809)

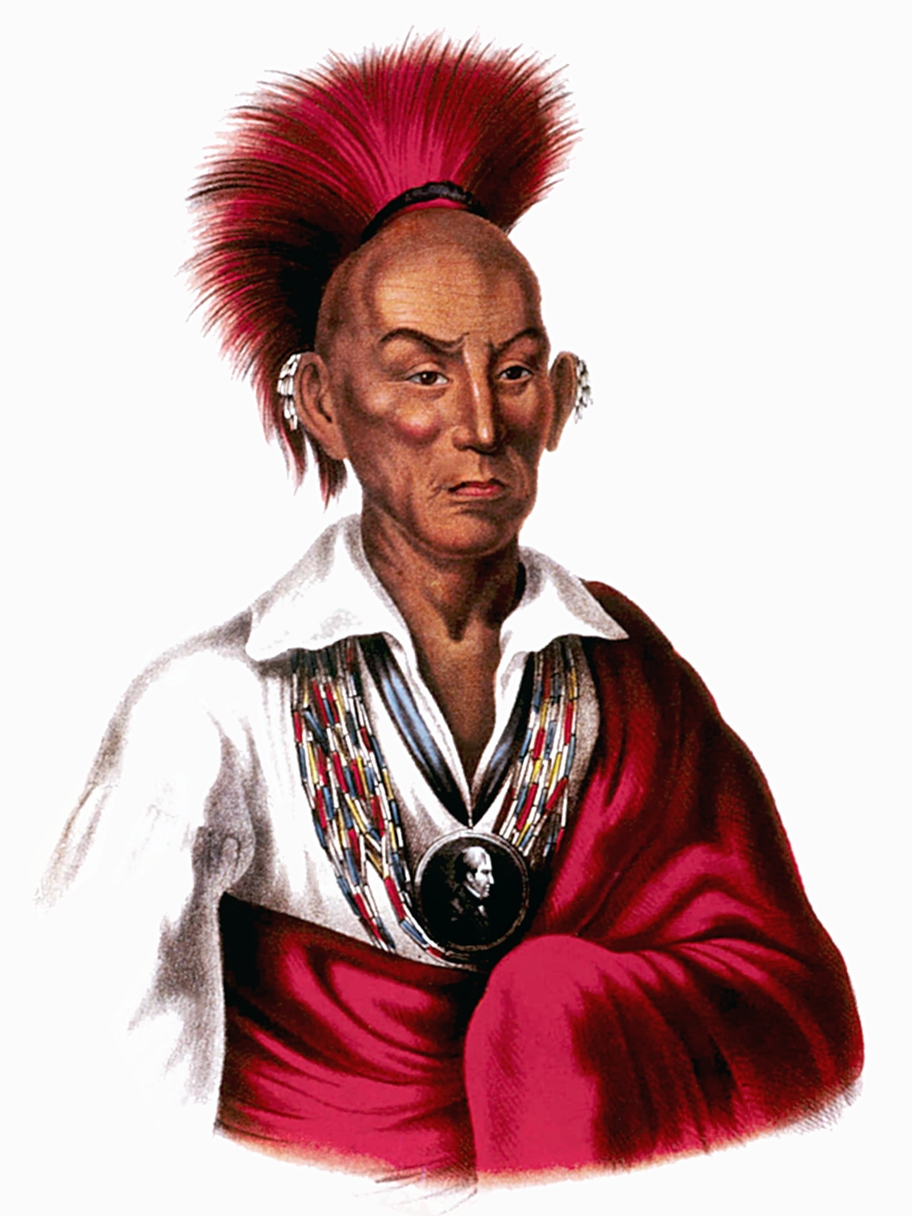
Black Hawk

- Black Hawk, Häuptling der Sauk- und Fox-Indianer († 1838)
- Lucie Domeier, deutsche Schriftstellerin und Übersetzerin († 1836)
- Michael Friedländer, deutscher Mediziner († 1824)
- Józef Pawlikowski, polnischer jakobinischer Publizist († 1829)
- Dorothy Ripley, britische Missionarin und Schriftstellerin († 1832)
- Karl Joseph Stegmann, deutscher Redakteur († 1837)

## Gestorben

### Januar/Februar
- 02. Januar: Karl Lwowitsch von Frauendorf, kaiserlich russischer Generalmajor und erster Gouverneur des Gouvernement Irkutsk
- 02. Januar: Joachim Johann Daniel Zimmermann, deutscher Theologe und Kirchendichter (* 1710)
- 03. Januar: Sigismund Calles, österreichischer Jesuit und Historiker (* 1696)
- 03. Januar: Eberhard von Gemmingen-Hornberg, Grundherr in Treschklingen, Rappenau, Hoffenheim, Bürg und Wolfskehlen, kaiserlicher Kommandant von Luxemburg (* 1688)
- 03. Januar: Luca Antonio Predieri, italienischer Komponist und Violinist (* 1688)
- 04. Januar: Johann Ferdinand Schor, österreichischer Maler, Architekt und Ingenieur (* 1686)
- 06. Januar: Abraham Mendle, Pferdehändler und kurbayerischer Hoffaktor
- 06. Januar: Georg Hermann Richerz, deutscher lutherischer Geistlicher (* 1716)
- 09. Januar: Francesca Bertolli, italienische Opernsängerin (* um 1710)
- 14. Januar: Johann Philipp Crollius, deutscher Pädagoge und Historiker (* 1693)
- 16. Januar: Franz Joseph Burgener, Landeshauptmann des Wallis (* 1697)
- 16. Januar: Johann Jakob Greif, deutscher lutherischer Theologe und Historiker (* 1699)
- 17. Januar: Hermann Joseph Hartzheim, deutscher Priester und Jesuit (* 1694)
- 20. Januar: Étienne de Silhouette, französischer Generalkontrolleur der Finanzen (* 1709)
- 21. Januar: Johann Sigismund Macquire von Inniskillen, kaiserlicher Generalfeldzeugmeister, Verteidiger von Dresden (* 1710/1711)
- 22. Januar: Johann Gottlob Lehmann, deutscher Mineraloge und Geologe (* 1719)
- 23. Januar: Christian Friedrich Erndel, königlich-polnischer und kurfürstlich-sächsischer Generalmajor (* 1683)
- 24. Januar: Jean-Baptiste-François-Joseph de Sade, französischer Adeliger, Diplomat, Offizier, Libertin und Literat (* 1702)
- 24. Januar: Takenouchi Shikibu, japanischer Konfuzianist und Shintoist (* 1712)
- 01. Februar: Gottfried Kleiner, deutscher evangelischer Geistlicher und Kirchenlieddichter (* 1691)
- 07. Februar: Christian Crusius, deutscher Rhetoriker und Historiker (* 1715)
- 15. Februar: Johann Christian Edelmann, deutscher Pietist, Frühaufklärer und Schriftsteller (* 1698)
- 15. Februar: Michael Larionowitsch Woronzow, russischer Adeliger und Politiker (* 1714)
- 16. Februar: Johann Friedrich Faselius, deutscher Mediziner (* 1721)
- 19. Februar: François Boissier de Sauvages de Lacroix, französischer Arzt, Botaniker, Naturforscher und Hochschullehrer (* 1706)
- 22. Februar: Johann Martin Bernigeroth, sächsischer Kupferstecher (* 1713)
- 23. Februar: Quirin Mickl, Abt des Klosters Hohenfurt (* 1711)
- 24. Februar: Cölestin Gugger von Staudach, Fürstabt des Klosters St. Gallen (* 1701)

### März/April
- 07. März: Jean-Baptiste Le Moyne de Bienville, Gouverneur der französischen Kolonie von Louisiana (* 1680)
- 13. März: Maria Josepha Carolina von Sachsen, Dauphine von Frankreich (* 1731)
- 15. März: Johann Carl Sigmund Haussdörffer, württembergischer Orgelbauer (* 1714)
- 15. März: Johann Georg Schmidt, deutscher Kupferstecher (* 1694)
- 20. März: Firmin Abauzit, französischer Gelehrter (* 1679)
- 22. März: Johann Peter Süßmilch, deutscher Pfarrer und Statistiker (* 1707)
- 24. März: Christian Friedrich Zincke, deutscher, in England tätiger Maler (* um 1684)
- 27. März: Johann Friedrich Hobbahn, württembergischer evangelischer Geistlicher, Dekan in Bietigheim (* 1693)
- 30. März: Johann Christoph Glaubitz, schlesischer Baumeister in Litauen (* 1700)
- 31. März: George Wilhelm von Sydow, preußischer Landrat (* 1699)
- 03. April: Elisabeth Sophie Marie von Schleswig-Holstein-Norburg, Herzogin von Schleswig-Holstein-Plön sowie Herzogin zu Braunschweig und Lüneburg und Fürstin von Braunschweig-Wolfenbüttel, Sammlerin und Verfasserin religiöser Schriften (* 1683)
- 05. April: Charlotte Wilhelmine von Sachsen-Coburg-Saalfeld, Gräfin von Hanau-Münzenberg (* 1685)
- 07. April: Johann Gottlob Carpzov, deutscher lutherischer Theologe (* 1679)
- um den 7. April: Ekathat, letzter König des thailändischen Königreiches Ayutthaya
- 09. April: Johann Georg Meindl, bayerischer Freiheitskämpfer, einer der Anführer der Bayerischen Volkserhebung (* 1682)
- 10. April: Johann Elias Ridinger, Württemberger Tiermaler, Radierer, Kupferstecher und Verleger (* 1698)
- 15. April: Johann David Gschwend, deutscher Pädagoge, Historiker und Autor (* 1691)
- 24. April: Georg Wilhelm von der Goltz, polnischer General und Diplomat (* 1721)
- 26. April: Peter Heel, deutscher Bildhauer (* 1696)
- 28. April: Jobst Edmund von Brabeck, westfälischer Adeliger (* nach 1700)

### Mai/Juni
- 06. Mai: José Antonio Manso de Velasco, spanischer Kolonialverwalter, Gouverneur von Chile und Vizekönig von Peru (* 1689)
- 08. Mai: Johann August von Sachsen-Gotha-Altenburg, deutscher Adeliger und Reichsgeneralfeldmarschall (* 1704)
- 10. Mai: Christian Ulrich Grupen, deutscher Jurist, Rechtshistoriker und Autor (* 1692)
- 10. Mai: Philipp Loth von Seers, preußischer Generalmajor, Chef des Ingenieurkorps und Kommandant der Festung Schweidnitz sowie Ritter des Ordens Pour le Mérite (* 1695)
- 14. Mai: Philipp Heinrich Kisling, Hofmaler und Porträtist am Hof des Markgrafen von Baden-Durlach in Karlsruhe (* 1713)
- 15. Mai: Franz Gottlieb Spöckner, Salzburger Tänzer und höfischer Tanzmeister (* 1706)
- 16. Mai: August Franz Friedrich zu Castell-Remlingen, Herrscher der Grafschaft Castell (* 1705)
- 17. Mai: Roger Wolcott, britischer Gouverneur der Colony of Connecticut (* 1679)
- 21. Mai: Anselm Erb, Abt der Reichsabtei Ottobeuren (* 1688)
- 21. Mai: Franz Anton Ermeltraut, deutscher Maler und Hofmalerei-Inspektor am fürstbischöflichen Hofe in Würzburg (* 1717)
- 22. Mai: Johann Georg Ehbruster, österreichischer Baumeister (* 1678)
- 25. Mai: Niccolò Oddi, päpstlicher Legat und Metropolit des Erzbistums Ravenna (* 1715)
- 26. Mai: Friedrich Heinrich Karl von Preußen, preußischer Offizier (* 1747)

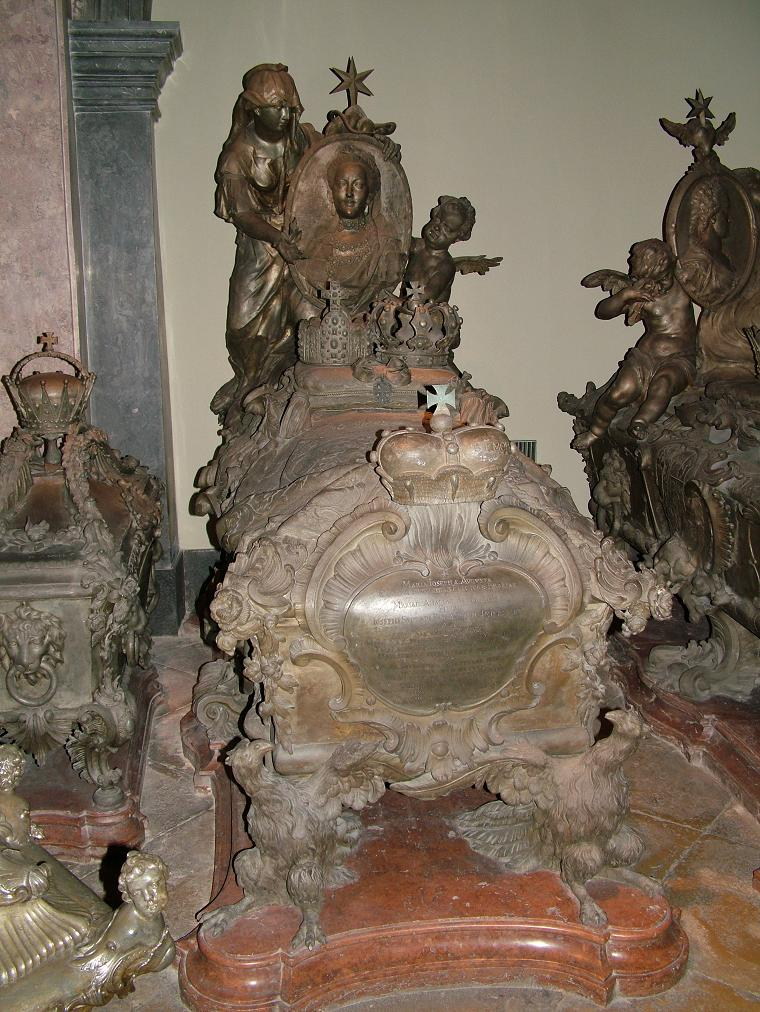
Grab der Maria Josepha in der Kapuzinergruft

- 28. Mai: Maria Josepha von Bayern, Kaiserin des Heiligen Römischen Reichs (* 1739)
- 29. Mai: Johann Dietrich von Hülsen, preußischer Offizier, Gouverneur von Berlin und Domherr zu Minden (* 1693)
- 10. Juni: Alexander Theodor von Oliva, Bürgermeister der Reichsstadt Aachen (* 1691)
- 14. Juni: Johann Georg Wagner, deutscher Landschaftsmaler und Radierer (* 1744)
- 15. Juni: Justus Juncker, deutscher Maler (* 1703)
- 21. Juni: Władysław Aleksander Łubieński, Erzbischof von Lemberg, Erzbischof von Gniezno sowie Primas von Polen-Litauen und Interrex von Polen-Litauen (* 1703)
- 22. Juni: Giuseppe Zocchi, italienischer Maler, Zeichner und Kupferstecher (* 1716)
- 23. Juni: Johann Hermann von L’Estocq, russischer Chirurg und Günstling der Kaiserin Elisabeth (* 1692)
- 24. Juni: Johan Henrik Freithoff, dänisch-norwegischer Komponist, Violinist und Beamter (* 1713)
- 25. Juni: Gottfried Sellius, deutscher Jurist, Naturforscher und Übersetzer (* um 1704)

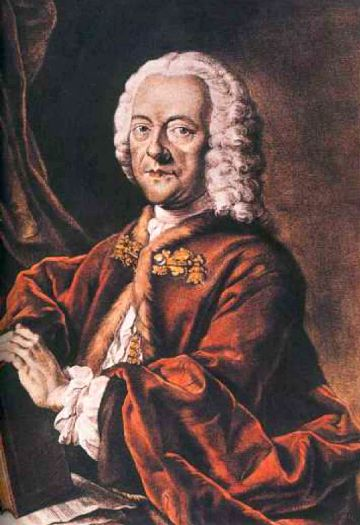
Georg Philipp Telemann

- 25. Juni: Georg Philipp Telemann, deutscher Komponist (* 1681)
- 28. Juni: Friedrich Gottfried Houck, deutscher Rechtswissenschaftler (* 1708)

### Juli/August
- 02. Juli: Christoph Andreas Mangold, deutscher Gelehrter, Mediziner und Chemiker, Professor für Anatomie, Chemie und Philosophie an der Universität Erfurt (* 1719)
- 03. Juli: Matthew Dubourg, irischer Violinvirtuose und Komponist (* 1703)
- 04. Juli: Balthasar Geyder, deutscher Theologe und Autor (* 1681)
- 10. Juli: Johann Friedrich, Fürst von Schwarzburg-Rudolstadt (* 1721)
- 10. Juli: Alexander Monro I., schottischer Anatom und Begründer der Edinburgh Medical School (* 1697)
- 15. Juli: Catherine-Jeanne Dupré, französische Schauspielerin (* 1705)
- 17. Juli: Norbert Grund, böhmischer Maler (* 1717)
- 23. Juli: Daniel Gralath der Ältere, deutscher Physiker und Bürgermeister der Danziger Rechtstadt (* 1708)
- 26. Juli: Henrietta Howard, Countess of Suffolk, englische Hofdame und Mätresse von König George II. (* 1688)
- 26. Juli: Paul Gottlieb Werlhof, deutscher Arzt und Dichter (* 1699)
- 27. Juli: Johann Georg von Lestwitz, preußischer Offizier (* 1688)
- 31. Juli: Joseph Michael Schnöller, Tiroler Baumeister und Architekt (* 1707)
- 02. August: Johann David Steinmüller, deutscher evangelisch-lutherischer Theologe (* 1708)
- 06. August: Georg Ludwig von Bar, deutscher Domherr, Schriftsteller und Übersetzer (* 1701)
- 06. August: Johann Christoph von Bartenstein, deutscher Staatsmann und Diplomat in österreichischen Diensten (* 1689)
- 06. August: Antonio Zaniboni, italienischer Dichter, Librettist und Redner (* um 1690)
- 15. August: Friedrich Michael, kaiserlicher Feldmarschall, Pfalzgraf und Herzog von Zweibrücken-Birkenfeld und Graf von Rappoltstein (* 1724)
- 17. August: Gaspare Diziani, venezianischer Maler, Zeichner, Kupferstecher, Bühnenbildner und Restaurator (* 1689)
- 19. August: Karl Georg Friedrich von Flemming, sächsischer Gesandter, General der Infanterie und Geheimer Kabinettsminister (* 1705)
- 23. August: Jean Deschamps, deutsch-französischer Philosoph, preußischer Hofprediger, Theologe und Schriftsteller (* 1707)
- 26. August: Johann Michael Beer von Bleichten, österreichischer Baumeister und Architekt (* 1700)
- 28. August: Giacomo Ceruti, italienischer Maler (* 1698)
- 28. August: Friedrich Wilhelm Gottfried Arnd von Kleist, preußischer General (* 1724)
- 28. August: Johann Schobert, deutscher Komponist, Pianist und Cembalist (* um 1720)

### September/Oktober
- 01. September: Johann Gottfried Arndt, livländischer Historiker (* 1713)
- 04. September: Charles Townshend, britischer Adeliger und Politiker (* 1725)
- 07. September: Christoph Friedrich Geiger, deutscher Jurist und Hochschullehrer (* 1712)
- 11. September: Alexander Borissowitsch Buturlin, russischer Feldherr (* 1694)
- 14. September: Konrad Christoph von Lehrbach, Ritter des Deutschen Ordens in der Ballei Franken (* 1677)
- 16. September: David Gregory, englischer Historiker (* 1696)
- 17. September: Edward, Duke of York and Albany, britischer Prinz und Admiral (* 1739)
- 19. September: Johann Peter Migendt, deutscher Orgelbauer (* 1703)
- 28. September: Friedrich Carl, Fürst von Gedern (* 1693)
- 02. Oktober: Louise-Madeleine Cochin, französischer Kupferstecherin und Malerin (* 1686)
- 05. Oktober: Francis Wise, englischer Archivar (* 1695)
- 11. Oktober: Benedikt Denzel, Abt der Reichsabtei Ochsenhausen (* 1692)
- 14. Oktober: Ernst von Apfaltern, österreichischer Jesuit und Philosoph (* 1720)

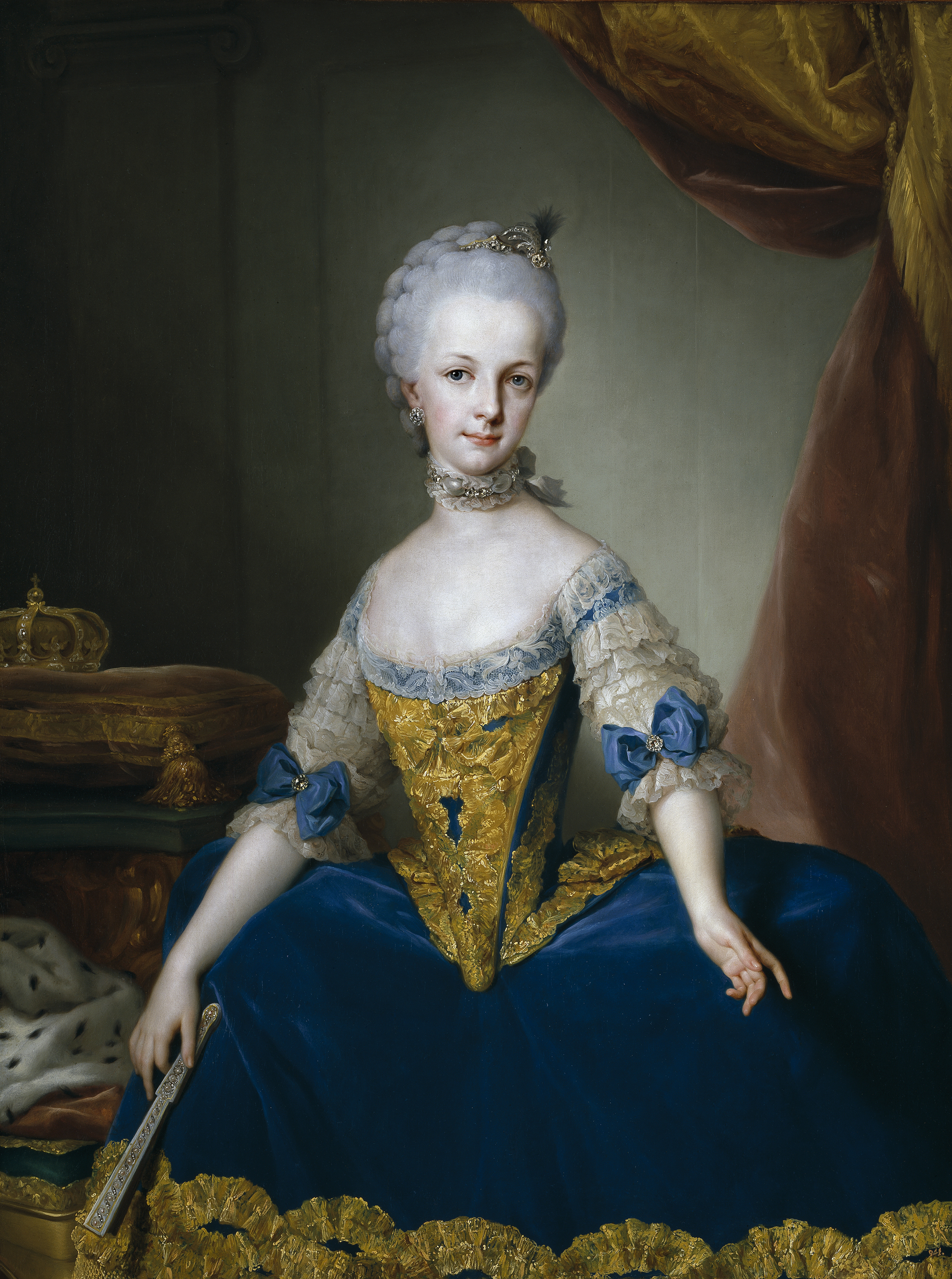
Maria Josepha von Österreich 1767

- 15. Oktober: Maria Josepha von Österreich, Erzherzogin von Österreich (* 1751)
- 16. Oktober: Nikita Jurjewitsch Trubezkoi, russischer Staatsmann, Generalprokureur und Feldmarschall (* 1699)
- 22. Oktober: Luise Dorothea von Sachsen-Meiningen, Herzogin von Sachsen-Gotha-Altenburg (* 1710)
- 27. Oktober: Burkhard Christoph von Münnich, deutschstämmiger Generalfeldmarschall und Politiker in russischen Diensten (* 1683)
- 31. Oktober: Petrus Johannes Meindaerts, alt-katholischer Erzbischof von Utrecht (* 1684)

### November/Dezember
- 15. November: Giuseppe Maria Feroni, italienischer Geistlicher und Kardinal, Päpstlicher Thronassistent, Präfekt der Ritenkongregation (* 1693)
- 17. November: Giovanni Battista Pittoni, venezianischer Maler und Zeichner (* 1687)
- 23. November: Franz Christoph Anton von Hohenzollern-Sigmaringen, Domherr verschiedener Domkapitel und Kurkölnischer Premierminister (* 1699)
- 25. November: Johann Wilhelm Krafft, deutscher reformierter Theologe (* 1696)
- November: Jean-Henri Maubert de Gouvest, französischer entlaufener Mönch, Abenteurer, Artillerieoffizier, Sekretär, Schriftsteller, Publizist, Geheimagent und Direktor einer in Deutschland gastierenden Komödiantentruppe (* 1721)
- 01. Dezember: Henry David Erskine, 10. Earl of Buchan, schottischer Adeliger (* 1710)
- 06. Dezember: Benedetto Alfieri, italienischer Baumeister (* 1699)
- 06. oder 8. Dezember: Johann Peter Moll, deutscher Baumeister und Schultheiß in Grombach (* 1703)
- 09. Dezember: Johann Jacob Haid, deutscher Kupferstecher, Schabkünstler, Bildnismaler und Verleger (* 1704)
- 17. Dezember: Johann Michael Klein, deutscher Zimmermeister (* 1692)
- 22. Dezember: John Newbery, englischer Verleger und Buchhändler (* 1713)
- 23. Dezember: Johann Georg Aichgasser, oberschwäbischer Orgelbauer (* 1701)
- 23. Dezember: Carl Friedrich von Kraut, Oberhofmarschall des Prinzen Heinrich von Preußen (* 1703)
- 28. Dezember: Emer de Vattel, Schweizer Natur- und Völkerrechtler (* 1714)

### Genaues Todesdatum unbekannt
- Anfang des Jahres: Bertin Quentin, französischer Violinist und Komponist (* vor 1690)
- Raphael Bachi, Pariser Miniaturmaler (* 1717)
- Emanuel Bowen, englischer Kupferstecher und Kartograph
- Irène du Buisson de Longpré, französische Hofdame und Mätresse Ludwigs XV.
- Kitty Fisher, britische Kurtisane und Modell
- Nicolas de la Grange, französischer Dramatiker und Übersetzer (* 1707)
- Johann Eberhard Hoffmann, Bürgermeister von Elberfeld (* 1708)
- Johann Michael Kohler, Bürgermeister von Tübingen, Chirurg und Perückenmacher (* 1681)
- August Friedrich Marschall von Bieberstein, preußischer Offizier (* um 1697)
- Ong Long, zweiter König des laotischen Königreichs Vientiane
- Franz Xaver Karl Palko, deutscher Historien- und Porträtmaler sowie Radierer (* 1724)
- Johann Ernst Rentzsch (der Jüngere), deutscher Maler (* 1693)
- Jean-Baptiste Salomon, französischer Geigenbauer (* 1713)
- Giuseppe Zocchi, Florentiner Maler und Zeichner (* 1711/1717)
- Ende des Jahres (begraben 1. Januar 1768): Jan Lauwryn Krafft, Brüsseler Kupferstecher, Radierer, Formschneider, Schriftsteller, Verleger und Sänger (* 1694)

### Gestorben um 1767
- 1765/1767: Johann Georg Glume, deutscher Bildhauer (* 1679)